# Eerste Wereldoorlog
De Eerste Wereldoorlog, ook de Grote Oorlog genoemd, was een wereldoorlog die in Europa begon op 28 juli 1914 en tot 11 november 1918 om 11:00 duurde. Elf november bleef bekend als Wapenstilstandsdag.

Kaart van Europa bij uitbraak van de oorlog

Alle grootmachten van de wereld waren bij deze oorlog betrokken en werden samengesteld in twee conflicterende allianties: de geallieerden (gecentreerd rond de Triple Entente van het Verenigd Koninkrijk, Frankrijk en Rusland) en de centralen (oorspronkelijk gecentreerd rond de Triple Alliantie van Duitsland, Oostenrijk-Hongarije en Italië). Deze bondgenootschappen reorganiseerden zich (Italië liep in 1915 over naar de geallieerden) en breidden zich uit naarmate er meer landen meededen met de oorlog (Roemenië sloot zich aan bij de geallieerden, het Ottomaanse Rijk en Bulgarije kwamen bij de Centralen). Uiteindelijk werden er meer dan 70 miljoen militairen, onder wie 60 miljoen Europeanen op een bevolkingsgrootte van 460 miljoen, gemobiliseerd in een van de grootste oorlogen in de geschiedenis. Meer dan 9 miljoen soldaten (13%) werden gedood, vooral als gevolg van de grote technologische vooruitgang in vuurkracht (het was de eerste oorlog waarin fabrieksmatig en snel geproduceerde middelen en de techniek de overhand kregen, zoals machinegeweren, gifgas, kanonnen en prikkeldraad, en waarin tanks en vliegtuigen algemeen in gebruik genomen werden) zonder overeenkomstige ontwikkelingen in mobiliteit (de gebruikte tactieken dateerden nog uit de 19e eeuw en dat was volgens polemologen een van de oorzaken van de enorme aantallen doden (meer dan 16 miljoen) en gewonden (meer dan 21 miljoen gewonde militairen (30%)).
Een andere belangrijke factor die ook bijdroeg aan de massale opoffering van mensenlevens was de mogelijkheid enkele jaren achtereen constant opeenvolgende lichtingen met duizenden jonge mannen als dienstplichtigen op te roepen, naar de fronten te voeren en daar in te zetten. Deze inzet werd vooral berucht doordat er door de verouderde tactieken vaak slechts futiele successen konden worden gemeld, ondanks de opoffering van zeer grote aantallen militairen. Dit uitte zich in de verovering van kleine stukjes veelal kapotgeschoten niemandsland, die vervolgens over en weer opnieuw moesten worden verdedigd of heroverd met even massale tegenaanvallen, de zogenoemde stellingenoorlog. Het was het op vijf na dodelijkste conflict in de wereldgeschiedenis, dat vervolgens de weg vrijmaakte voor politieke hervormingen en/of revoluties in de betrokken landen. In Frankrijk (in 1914 41 miljoen inwoners) stierf naar schatting 4,3% van de bevolking, in Verenigd Koninkrijk 2,1% (op 43 miljoen inwoners), in Duitsland (67 miljoen inwoners) 3,8%, in de Oostenrijks-Hongaarse monarchie 3,7% (van de 51 miljoen inwoners), in het Ottomaanse rijk (met een bevolking van 18,5 miljoen) 14,5%, in het Russisch rijk 1,7% (van de 166 miljoen inwoners).
Op 28 juli begon het conflict met de Oostenrijks-Hongaarse invasie van Servië, gevolgd door de Duitse aanval op Frankrijk via België en Luxemburg en een Russische aanval op Duitsland. Nadat de Duitse opmars naar Parijs tot stilstand was gebracht, vestigde het westfront zich in een statische uitputtingsslag van een loopgravenoorlog die weinig veranderde tot 1917. In het oosten vocht het Russische leger met succes tegen de Oostenrijks-Hongaarse troepen, maar werd het teruggedrongen door het Duitse leger. Bijkomende fronten werden geopend nadat het Ottomaanse Rijk toetrad tot de oorlog in 1914, Italië en Bulgarije in 1915 en Roemenië in 1916. Het Russische Rijk ging ten onder in de Russische Revolutie van 1917, en Rusland stapte uit de oorlog na de Oktoberrevolutie later dat jaar. Na een Duits offensief langs het westfront in 1918, betraden Amerikaanse troepen de loopgraven en de geallieerden drongen de Duitse legers terug in een reeks van succesvolle offensieven. Duitsland, dat zijn eigen problemen had met revolutionairen op dat moment (de Novemberrevolutie), stemde in met een staakt-het-vuren op 11 november 1918, dat later bekend zou staan als Wapenstilstandsdag. De oorlog eindigde als een overwinning voor de geallieerden.
Tegen het einde van de oorlog waren vier van de imperialistische grootmachten – het Duitse, Russische, Oostenrijks-Hongaarse en Ottomaanse rijk – militair en politiek verslagen: de opvolgersstaten van de eerste twee verloren veel grondgebied, terwijl de laatste twee volledig ophielden te bestaan. Uit het Russische Rijk ontstond de revolutionaire Sovjet-Unie, terwijl in Centraal-Europa allerlei nieuwe kleine staten werden gevormd. De Volkenbond werd gesticht in de hoop een dergelijk conflict in de toekomst te voorkomen. Maar uit deze oorlog kwam het Europese nationalisme voort en het uiteenvallen van de vroegere rijken. De gevolgen van de nederlaag van Duitsland en de Vrede van Versailles zouden op termijn bijdragen aan het uitbreken van de Tweede Wereldoorlog in 1939.

## Overzicht
De Eerste Wereldoorlog werd vooral in Europa gevoerd. De aanduiding 'wereldoorlog' slaat enerzijds op de vele Engelse en Franse troepen die vanuit de koloniën naar Europa werden gehaald, anderzijds op de gevechten die werkelijk in koloniën plaatsvonden zoals in Afrika, de Grote Oceaan en het Midden-Oosten. De schaal van deze buiten-Europese strijd viel echter in het niet bij de massaliteit en intensiteit van de gevechten in Europa zelf. Na drie jaar oorlog (in 1917) waren de Centralen vrijwel uitgeput. Dat gold echter ook voor de geallieerde Fransen, Russen, Britten en Italianen. In dat jaar deden de Verenigde Staten mee aan de strijd en dat gaf uiteindelijk de doorslag in het voordeel van de geallieerden.
Nadat de kroonprins van Oostenrijk-Hongarije Frans Ferdinand en zijn vrouw gravin Sophie Chotek op 28 juni 1914 in Sarajevo waren doodgeschoten door de Bosnisch-Servische nationalist Gavrilo Princip, stelde keizer Frans Jozef van Oostenrijk-Hongarije, met steun van zijn bondgenoot het Duitse Keizerrijk, voor het juli-ultimatum aan Servië. Toen Servië, gesteund door een bondgenootschap met het tsaristische Rusland, dit ultimatum niet op alle punten aanvaardde, mobiliseerde Oostenrijk-Hongarije zijn legers en verklaarde Servië op 28 juli de oorlog. Dit veroorzaakte een kettingreactie: verschillende bestaande militaire verdragen traden in werking, andere staten die bondgenoten waren van Oostenrijk-Hongarije dan wel Servië mobiliseerden ook en verklaarden de oorlog aan staten van de tegenpartij, waardoor uiteindelijk de meeste Europese staten in het conflict betrokken werden.
De oorlog ging tussen de Centrale Mogendheden, onder leiding van Duitsland, en de Triple Entente die bestond uit Frankrijk, het Verenigd Koninkrijk en het Russische Rijk. Italië, dat een verdrag had met Duitsland, stelde zich neutraal op, omdat het land het niet eens was met de Duitse plannen betreffende de Balkan. Het neutrale België werd na een Duits ultimatum binnengevallen.
De oorlog werd een wereldoorlog door de Britse deelname. Het Ottomaanse Rijk voegde zich bij de Centralen, waardoor ook het Midden-Oosten een strijdtoneel werd.
Omdat in het westen een statische oorlog met loopgraven werd uitgevochten, trachtte Duitsland op zee een beslissing te forceren. Zo werd de U-bootcampagne belangrijk omdat het Verenigd Koninkrijk afhankelijk was van de import van goederen en voedsel. In 1915 werd voor het eerst de onbeperkte duikbotenoorlog ingevoerd. Deze werd tijdelijk stilgelegd na het zinken van de Lusitania.
Van 1914 tot en met 1917 verschoven de grenzen van het westfront nauwelijks. De strijd werd vooral gekenmerkt door bloedige offensieven die weinig terreinwinst opleverden. Voorbeelden zijn de slag bij Verdun en de slag aan de Somme, waarbij meer dan een miljoen doden vielen. Dat kwam onder meer doordat er weinig vernieuwende tactieken werden gebruikt.
In 1917 braken er rellen en onlusten uit in het Russische Rijk en daarop volgde een revolutie. Aan het eind van dat jaar, in de Oktoberrevolutie, werd het regime van de Romanovs omvergeworpen waarna de bolsjewieken de Sovjet-Unie stichtten. De gevechten tegen de communisten bleven doorgaan en Lenin tekende begin 1918 een vredesverdrag, genoemd Vrede van Brest-Litovsk, met de Duitsers. In datzelfde jaar kwamen de Verenigde Staten na de herinvoering van de onbeperkte duikbotenoorlog en het Zimmermanntelegram in de oorlog en verscheepten elke maand minstens 25.000 nieuwe soldaten naar Frankrijk en België. Op zee werd het Duitse Rijk langzaam maar zeker teruggedrongen met nieuwe konvooitactieken.

## Oorzaken en aanleiding
De rechtstreekse aanleiding was de hiervoor genoemde moord op Frans Ferdinand en zijn vrouw Sophie Chotek. De werkelijke oorzaken lagen echter dieper. Sommige historici zien de toenemende populariteit van het militarisme en het radicaal-nationalisme in Europa als oorzaak. Deze bewegingen verweten hun regeringen passiviteit in het zicht van de externe bedreigingen en stimuleerden zo de wapenwedloop in 1912 en 1913. Andere analyses leggen de oorzaken bij het imperialisme, de economische problemen en de rusteloze territoriale uitbreiding van de grootmachten. Uitzonderlijk zijn de analyses die de oorlog voor een belangrijk deel mede zien als een initiatief van de heersende klasse om een socialistische revolutie van het proletariaat te beteugelen.
De langlopende oorzaak van de oorlog was de imperialistische buitenlandse politiek van de meeste Europese naties, waaronder het Britse Rijk, Frankrijk, het Duitse Keizerrijk, het Oostenrijks-Hongaarse Rijk, het Ottomaanse Rijk, het Russische Rijk, Italië en Servië. De onderlinge spanning en wedijver was al decennialang langzaam aan het oplopen tot aan het kookpunt en het was ten slotte wachten op een directe confrontatie tussen de grootmachten. De moord op Frans Ferdinand en zijn vrouw resulteerde in een Habsburgs ultimatum aan Servië, het zogeheten "Juli-ultimatum". Verschillende bondgenootschappen die waren gevormd tijdens de voorafgaande decennia werden ingeroepen, zodat binnen een paar weken de grootmachten in oorlog waren. Via hun koloniën verspreidde het conflict zich gauw over de wereld.
In het begin van de 20e eeuw ontwikkelde zich in Europa een wankel machtsevenwicht. In verschillende landen kwamen sterk nationalistische stromingen op. Frankrijk had na de Frans-Pruisische oorlog van 1870 Elzas-Lotharingen aan Duitsland verloren en wenste dit gebied terug te krijgen. Het zag zich tegenover een verenigd en daardoor ook militair sterk Duitsland geplaatst en sloot een bondgenootschap met Rusland. Begin 20e eeuw kwam een nieuw type oorlogsschip op: de Dreadnought. Het Verenigd Koninkrijk en andere landen dienden hun vloot opnieuw op te bouwen. Duitsland maakte hiervan gebruik door zijn investeringen in de marine op te voeren en wou via deze weg ook op zee meer militaire slagkracht verwerven. Dit verontrustte de Britten in grote mate: ze zagen hiermee hun hegemonie op zee in gevaar komen. Op die manier geraakten Duitsland en het Verenigd Koninkrijk verwikkeld in de Duits-Britse vlootwedloop.
Onder Otto von Bismarcks Realpolitik was Duitsland behoedzaam te werk gegaan in de internationale diplomatie. Duitsland speelde landen diplomatiek tegen elkaar uit, zoals op het Congres van Berlijn. Pas wanneer een land diplomatiek alleen stond en geen sterke bondgenoten had die tussenbeide konden komen, werd er oorlog gevoerd. Nadien werd ernaar gestreefd om de vrede voor het overwonnen land zo licht mogelijk te maken zodat er geen blijvende wrokgevoelens zouden zijn. Dit werd na de Frans-Duitse Oorlog en met name het aftreden van Bismarck losgelaten. Onder keizer Wilhelm II werd een agressiever politiek beleid gevoerd: de Weltpolitik. Hiermee vervreemdde Duitsland echter veel staten van zich, die vreesden hun eigen macht in het gedrang te zien komen.
Duitsland en Oostenrijk-Hongarije waren bondgenoten en Frankrijk had een verbond gesloten met Rusland. Na de Tweede Boerenoorlog was Engeland op zoek naar bondgenoten, maar een Engelse toenadering tot Duitsland werd door de Duitsers afgewezen. Engeland zocht nu toenadering tot Frankrijk en Rusland. Dit bondgenootschap werd hierop de Triple Entente genoemd. De Duitse natie zag zichzelf hierom als het slachtoffer van een tegen haar gerichte samenzwering. De Duitsers maakten zich tevens zorgen over het snelle Russische herstel na de nederlaag tegen Japan in 1905 en de daaropvolgende revolutionaire onrust.
Tegelijkertijd bloeiden in de Balkanstaten krachtige nationalistische ambities op waarbij men diplomatieke steun zocht in enerzijds Berlijn en Wenen en anderzijds Sint-Petersburg. De panslavisten wilden Russische steun voor de Slavische volken onder Oostenrijkse heerschappij. In gebieden als Slovenië, Silezië en Bohemen ontstond een sterk Slavisch-nationalistisch bewustzijn, dat op zijn beurt angst en vijandschap bij de Duitsers wekte. De eerste pan-Germaanse en antisemitische bewegingen staken de kop op (de zaden van het nationaalsocialisme werden dus al in de 19e eeuw gezaaid).
Nationalisten bepaalden steeds meer het beleid van een regering. Er werden steeds meer claims gelegd en volken die al jaren onder een ander bestuur leefden en zich er naar hadden aangepast, zoals de Tsjechen en Polen, wilden nu een eigen staat. Ze zochten steeds meer steun bij extreme groeperingen, zoals de Zwarte Hand in Servië.
In tegenstelling tot Frankrijk en het Verenigd Koninkrijk bezat Duitsland weinig koloniën, waardoor deze staat minder als grote mogendheid werd gezien. Volgens de toen heersende opvattingen in Duitsland lag het grote voordeel van koloniën in de beheersing van de handelsstromen en de geprivilegieerde toegang tot grondstoffen en afzetmarkten. De Duitsers zelf zagen het als een "achterstand". Duitsland was de laatkomer, aan wie geen "plaats onder de zon" werd gegund.
Duitsland had het sterkste landleger ter wereld; algemeen hadden de Duitsers de overtuiging dat een mogelijke oorlog wel in een Duitse overwinning moest eindigen. De meeste nationalistische groeperingen hoopten daarom op een conflict, en ook zij die daar niet op uit waren, voelden meestal niet de noodzaak een oorlog per se te vermijden.
Dit beeld zag men ook in andere landen. De Fransen zouden bijvoorbeeld niet zelf een oorlog zijn begonnen om Elzas-Lotharingen terug te krijgen, maar zij grepen het door Duitsland geboden excuus gretig aan en togen enthousiast ten strijde. Oorlog werd algemeen geromantiseerd en, met name door rechtse en nationalistische groepen overal in Europa, gezien als 'de grote zuiveraar'. Door oorlog werd een mens 'beter, sterker, slimmer en volwassener', werden 'jongens in mannen veranderd'. Zaken die als 'maatschappelijke kwalen' werden aangeduid (bijvoorbeeld werkloosheid, socialisme, feminisme en homoseksualiteit) zouden door een oorlog 'vanzelf oplossen', waardoor het eigenbelang van alle nationale elites opnieuw veilig werd gesteld. En na de (uiteraard gewonnen) oorlog zou een gouden tijd aanbreken waarin de hegemonie veilig was gesteld, de economie zou herstellen en groeien, eventuele territoriale en koloniale winsten nieuwe carrièremogelijkheden bieden en de zegevierende soldaten in grote triomfparades naar huis zouden terugkeren.
De verschillende bondgenootschappen waren zwak. Zowel Duitsland als Rusland, de sterkere partijen, lieten zich leiden door hun respectievelijke zwakkere bondgenoten Oostenrijk-Hongarije en Servië uit angst hen te verliezen.
Voorafgaand aan de Eerste Wereldoorlog stelden de verschillende grote mogendheden plannen op om "de eerste klap" uit te delen. Zo werd in Frankrijk het uiterst offensieve Plan XVII ontworpen. In Duitsland werd het Schlieffenplan opgesteld. In Rusland werd het legerplan opgesteld om onmiddellijk Oost-Pruisen te bezetten en op te rukken naar Berlijn. Voor het uitdelen van deze eerste klap was mobilisatie van de legers nodig. Mobilisaties kostten tijd en konden niet in het geheim worden uitgevoerd. Dit betekende in de praktijk dat een mobilisatie direct moest worden opgevolgd door een oorlogsverklaring, elke dag wachten betekende voor de andere partij gelegenheid om ook te mobiliseren. Zowel militairen als politici waren hiervan doordrongen.
Oostenrijk-Hongarije was ernstig verzwakt. De Dubbelmonarchie was door Italië en Pruisen vernederd, en zij was bovendien door de Ausgleich van 1867 bijna in tweeën gesplitst; zij zocht nu compensatie via de Balkan. Door de annexatie van Bosnië en Herzegovina in 1908 was zij weer enigszins opgeveerd. Door een gemakkelijke overwinning op Servië zou Oostenrijk-Hongarije kunnen bewijzen, dat het nog steeds een grote mogendheid was. Ook Bulgarije voelde zich na de Balkanoorlogen ernstig vernederd en tekortgedaan. Iedere kans om met Servië, Roemenië en Griekenland af te rekenen was van harte welkom.
Het Ottomaanse Rijk had in de decennia voorafgaand aan de oorlog langzaam steeds meer grond verloren aan het Verenigd Koninkrijk en Frankrijk in Afrika en aan Rusland in de Kaukasus. Daarnaast had bijna de gehele Ottomaanse provincie Roemelië (de Balkan) onafhankelijkheid verkregen van het Rijk, door Russische steun in de Balkanoorlogen. Deze verloren oorlogen brachten een gigantische vluchtelingenstroom met zich mee; de miljoenen Turken uit de Balkan, de Krim en de Kaukasus vestigden zich in Centraal-Anatolië. Duitsland had daartentegen nooit Ottomaans gebied bezet en steunde vanwege de Duitse investeringen in het rijk de Ottomaanse regering. Het Ottomaanse Rijk stortte zich uiteindelijk aan Duitse zijde in de Eerste Wereldoorlog, voornamelijk om de verloren gebieden in de Kaukasus en de Krim terug te winnen op Rusland en om in het westen verder verlies van grondgebied te voorkomen. Oplopende etnische spanningen in het multiculturele rijk hadden echter de sultan en zijn regering ervan overtuigd dat het Ottomaanse Rijk nadrukkelijker Turks moest worden en dat ook de aansluiting gezocht moest worden met de andere Turkse volkeren in de Kaukasus en Centraal-Azië. Deze zouden mee kunnen vechten tegen de Russen, die ook hun vijand waren.
Bij sommige landen, zoals Italië en Roemenië, bestond bereidheid om met de meestbiedende zijde mee te gaan. Dit droeg bij tot een uitbreiding van de oorlog.

## Uitgangssituaties
De verschillende legers waren tussen 1900 en 1914 sterk gemoderniseerd op het gebied van de artillerie en ander wapentuig. Ook was de organisatie sterk verbeterd naar Pruisisch/Duits voorbeeld van Generale Staf. Dit gold niet voor de plannen en tactieken. Deze waren gebaseerd op veronderstellingen en verkeerde inschattingen.

## Het begin

### Moord op Frans Ferdinand van Oostenrijk

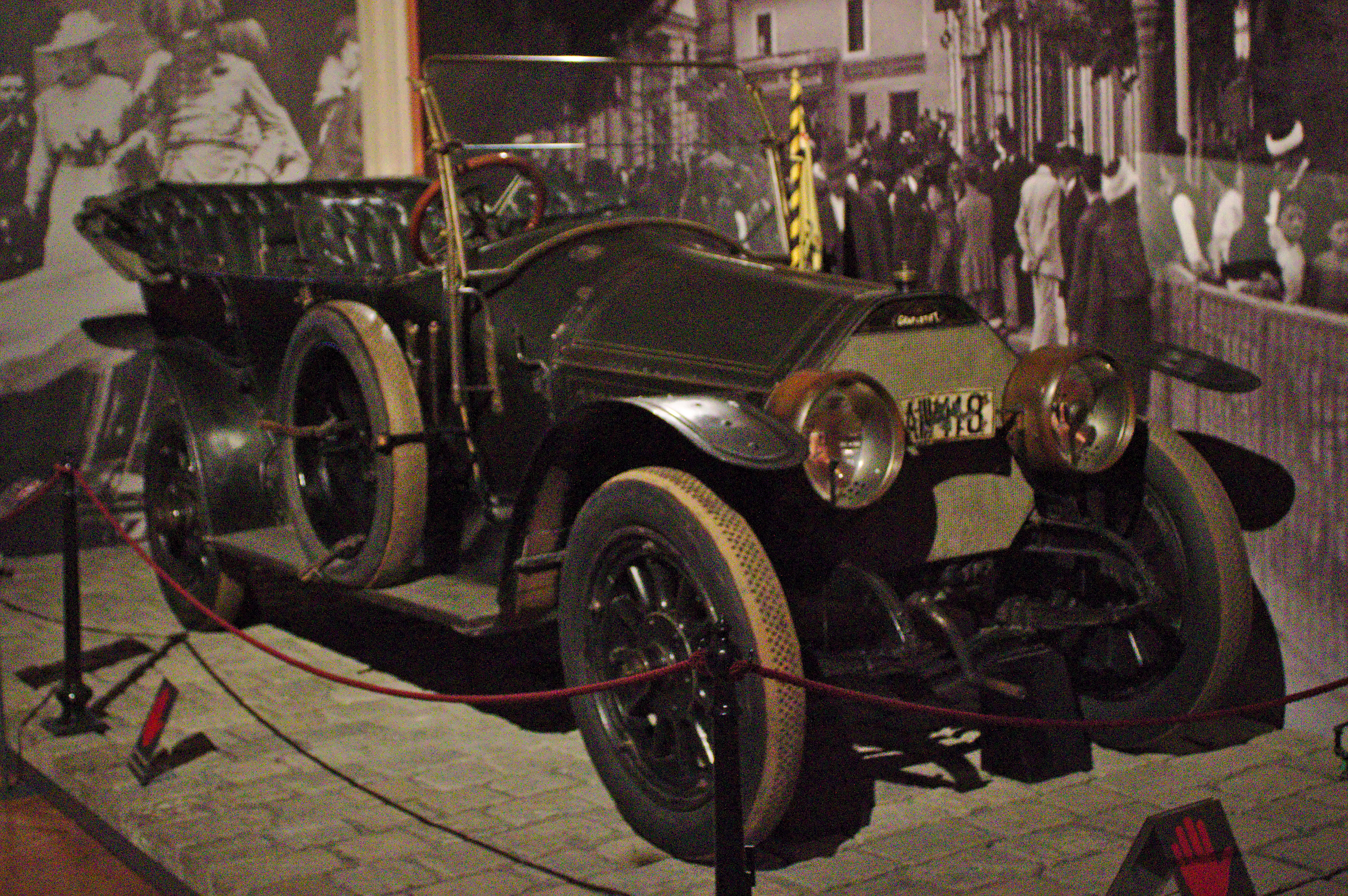
De auto waarin Frans Ferdinand werd doodgeschoten.

Op 28 juni 1914 bracht de Oostenrijkse aartshertog en troonopvolger Frans Ferdinand samen met zijn vrouw een bezoek aan Sarajevo, de hoofdstad van de Oostenrijk-Hongaarse provincie Bosnië en Herzegovina. De Bosnisch-Servische student Gavrilo Princip schoot Frans Ferdinand met een pistool neer, nadat een ander lid van de Servische bende van 'De Zwarte Hand' eerder die dag al een mislukte poging had gedaan om de kroonprins en zijn vrouw te vermoorden met een granaat. Bij die poging was alleen Ferdinands officier geraakt. Toen Frans Ferdinand zijn officier in het ziekenhuis wilde bezoeken, werden hij en zijn vrouw onderweg doodgeschoten.
De publieke opinie in Europa sloot zich aan bij de kant van Wenen en niet bij de kant van Servië. Zelfs de Russen trokken hun handen van de Serviërs, hun traditionele bondgenoten, af. De aanslag leek in eerste instantie met een sisser af te lopen: Oostenrijk leek niet te reageren.

### Sneeuwbal
Na de aanslag op 28 juni bleef het enkele weken schijnbaar stil. Achter de schermen overlegde Wenen succesvol met Berlijn. Berlijn gaf Wenen op 6 juli bijna een blanco cheque, doordat het verbond tussen de twee een defensief karakter had. Deze blanco cheque bestond uit de Duitse toezegging, dat een Russische interventie een Duits antwoord zou betekenen.
Pas op 23 juli stelde Wenen aan Servië, via zijn minister van Buitenlandse Zaken, graaf Leopold Berchtold een 48-uursultimatum, het Juli-ultimatum. In dit ultimatum werd geëist dat de zaak tot de bodem werd uitgezocht. Hiervoor moest Servië zich een diepgaande inbreuk op de soevereiniteit laten welgevallen, onder meer door het toelaten van Oostenrijkse politieagenten. Ook diende Servië de verantwoordelijkheid voor de aanslag op zich te nemen. Servië stemde met alle eisen in, op een na, namelijk het toelaten van Oostenrijkse agenten op zijn grondgebied. Servië beschouwde dit als een inbreuk op zijn soevereiniteit en kondigde een gedeeltelijke mobilisatie van zijn leger af. Oostenrijk verklaarde het antwoord onbevredigend en verbrak op 25 juli de diplomatieke betrekkingen met Servië. Ook Oostenrijk kondigde een gedeeltelijke mobilisatie af. Op 25 juli besloot Rusland tijdens het kroonoverleg van Krasnoje Selo om Servië militair te steunen. Tegelijk werd door Rusland, Duitsland en het Verenigd Koninkrijk een bemiddelingsconferentie voorgesteld. Dit voorstel bleef echter onbeantwoord. Op 27 juli volgde een eerste fase in de mobilisatie van het Russische leger. De bevelhebber van het Russische leger, Sergej Dobrorolski, zei later dat de Russische staf de oorlog reeds op 25 juli voor een uitgemaakte zaak hield. Het was hun bekend dat Duitsland deze stap zou volgen.
Op 26 juli besloot Duitsland om toch niet mee te gaan met het idee van Rusland om hen militair te steunen.
Oostenrijk beoogde een lokale oorlog, mede doordat de Servische hoofdstad Belgrado net over de grens met het toenmalige Oostenrijk-Hongarije lag. Op 28 juli verklaarde Oostenrijk de oorlog aan zijn kleine buur. Reeds de volgende dag, 29 juli, werd Belgrado door de Oostenrijkse artillerie beschoten.

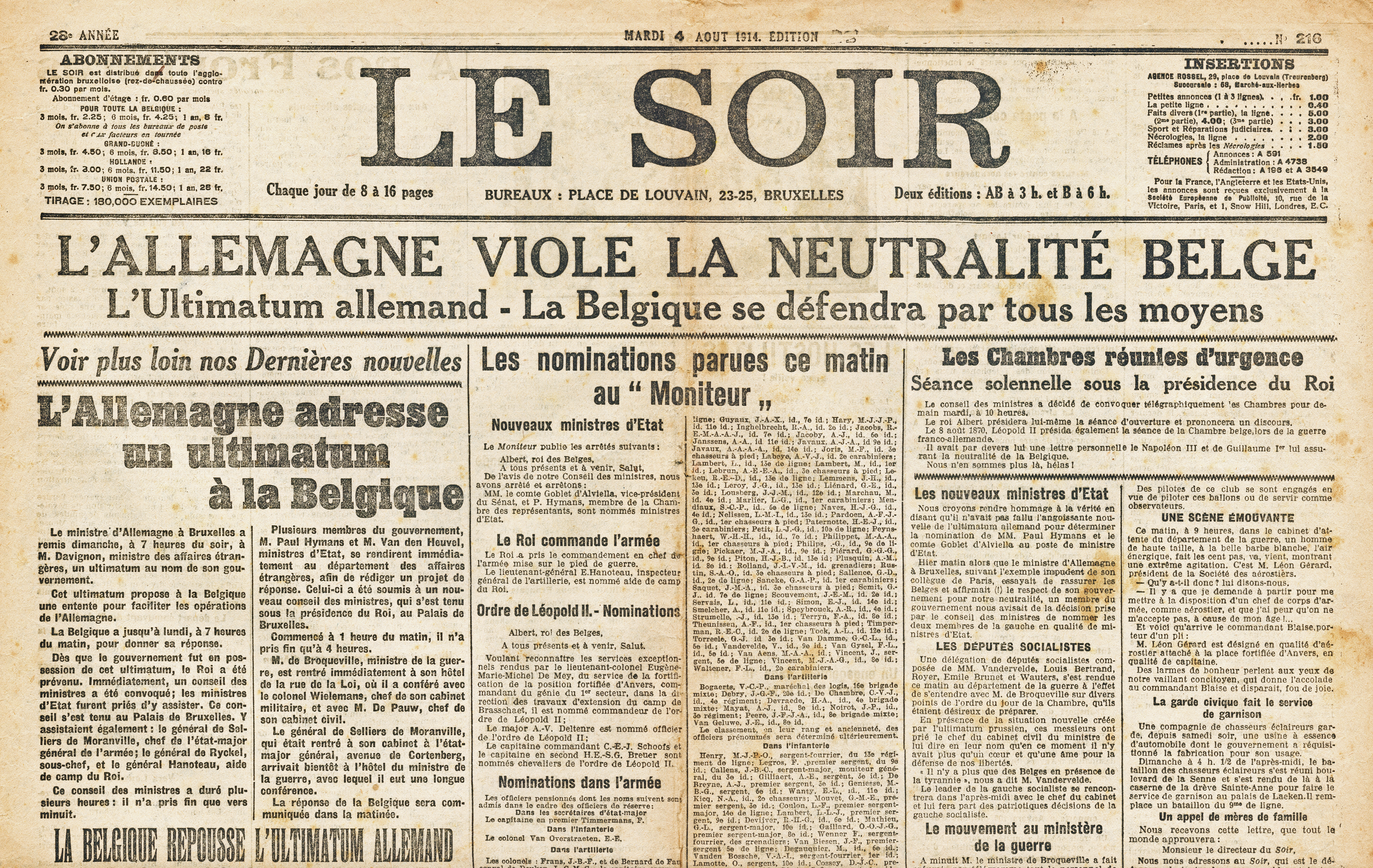
Voorpagina van de Brusselse krant Le Soir van 4 augustus 1914 met melding van de Duitse aanval op België

Oostenrijk-Hongarije besloot op 30 juli om over te gaan tot een algehele mobilisatie. Op die dag keurde ook tsaar Nicolaas II van Rusland de mobilisatie van het Russische leger goed. De Russische generale staf, zich realiserend dat dit een indirecte oorlogsverklaring inhield, probeerde hem hier vanaf te houden. Ook een bezwerende brief van de Duitse keizer aan zijn neef de tsaar bleef zonder effect. Duitsland stelde hierop een 12-uursultimatum; de Russische mobilisatie moest ingetrokken worden. Toen antwoord hierop uitbleef, verklaarde Duitsland op 1 augustus aan Rusland de oorlog. Ook Frankrijk besloot hierop om over te gaan tot mobilisatie, om zijn verbond met Rusland gestand te doen.
Het Duitse oorlogsplan was een bijgewerkte versie van het zogenaamde Schlieffenplan. Dit was gebaseerd op de veronderstelling dat de Russische mobilisatie veel tijd zou kosten. Duitsland zou deze tijd gebruiken door eerst met aartsvijand Frankrijk af te rekenen en dan Rusland aan te pakken. Op de avond van de oorlogsverklaring trokken de eerste Russische eenheden echter al Oost-Pruisen binnen.

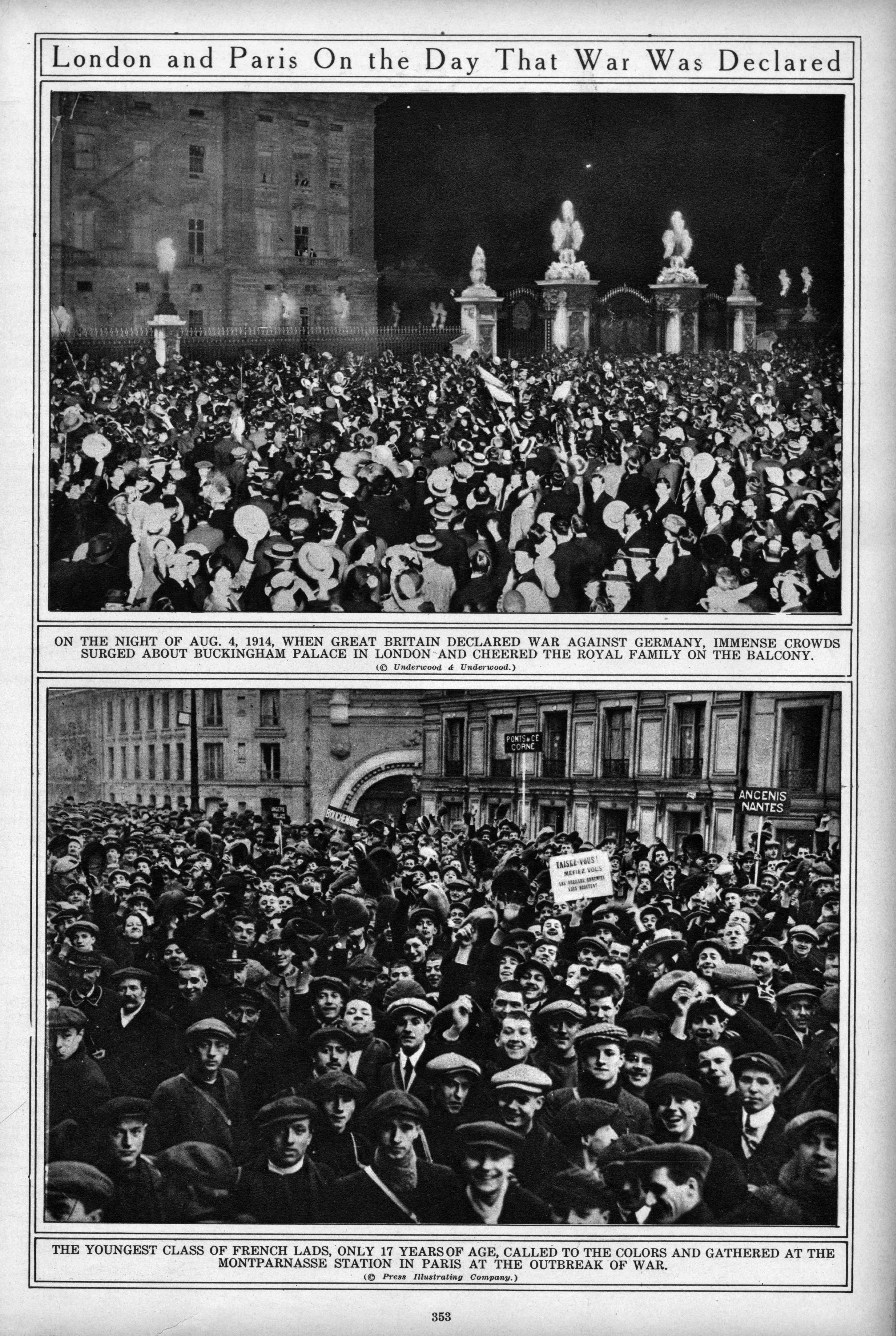
Juichende menigtes in Londen en Parijs op de dag dat de oorlog werd verklaard.

Het Schlieffenplan voorzag in een omtrekkende beweging door België. Op 1 augustus bezette Duitsland Luxemburg. Op 2 augustus stelde Duitsland België een ultimatum met de eis tot vrije doortocht. België weigerde de Duitse troepen de doortocht, waarop Duitsland het neutrale België de oorlog verklaarde. Op 3 augustus verklaarde Duitsland Frankrijk de oorlog, en op 4 augustus trok Duitsland België binnen. Dat was voor het Verenigd Koninkrijk reden om Duitsland nog dezelfde dag de oorlog te verklaren, aangezien het Verenigd Koninkrijk de neutraliteit van België had gegarandeerd in het Verdrag van Londen. Met deze laatste Britse oorlogsverklaring waren aldus binnen een week alle Europese grootmachten met elkaar in oorlog geraakt.

## Fronten

### Europese Fronten
- Westfront - De invasie van het Duitse Keizerrijk in België, Luxemburg en Frankrijk. Hier werden de loopgraven gebruikt nadat de Duitsers voor Parijs gestopt waren. Nadat de opmars van de Duitsers stopte, probeerden beide partijen zo snel mogelijk de zee te bereiken op een voor hen gunstige positie. Dit werd ook wel de Race naar de Zee genoemd.
- Oostfront - De Russen vielen hier Oost-Pruisen binnen en zorgden voor een verrassing. Toch verdreven de Duitsers en Oostenrijkers de Russen weer naar hun eigen land.
- Balkanfront - De Oostenrijkers vielen Servië binnen met de steun van de Duitsers. Later werden ook andere landen zoals Roemenië, Montenegro, Bulgarije en Griekenland bij de oorlog betrokken.
- Italiaans front - De Italianen voegden zich bij de geallieerden in 1915, nadat hen veel beloofd was als de oorlog zou worden gewonnen. De Italianen dachten de Oostenrijkers wel te kunnen verslaan maar ook hier bleef de strijd heen en weer gaan. Pas aan het eind konden de geallieerden een doorbraak forceren.

### Afrikaanse fronten

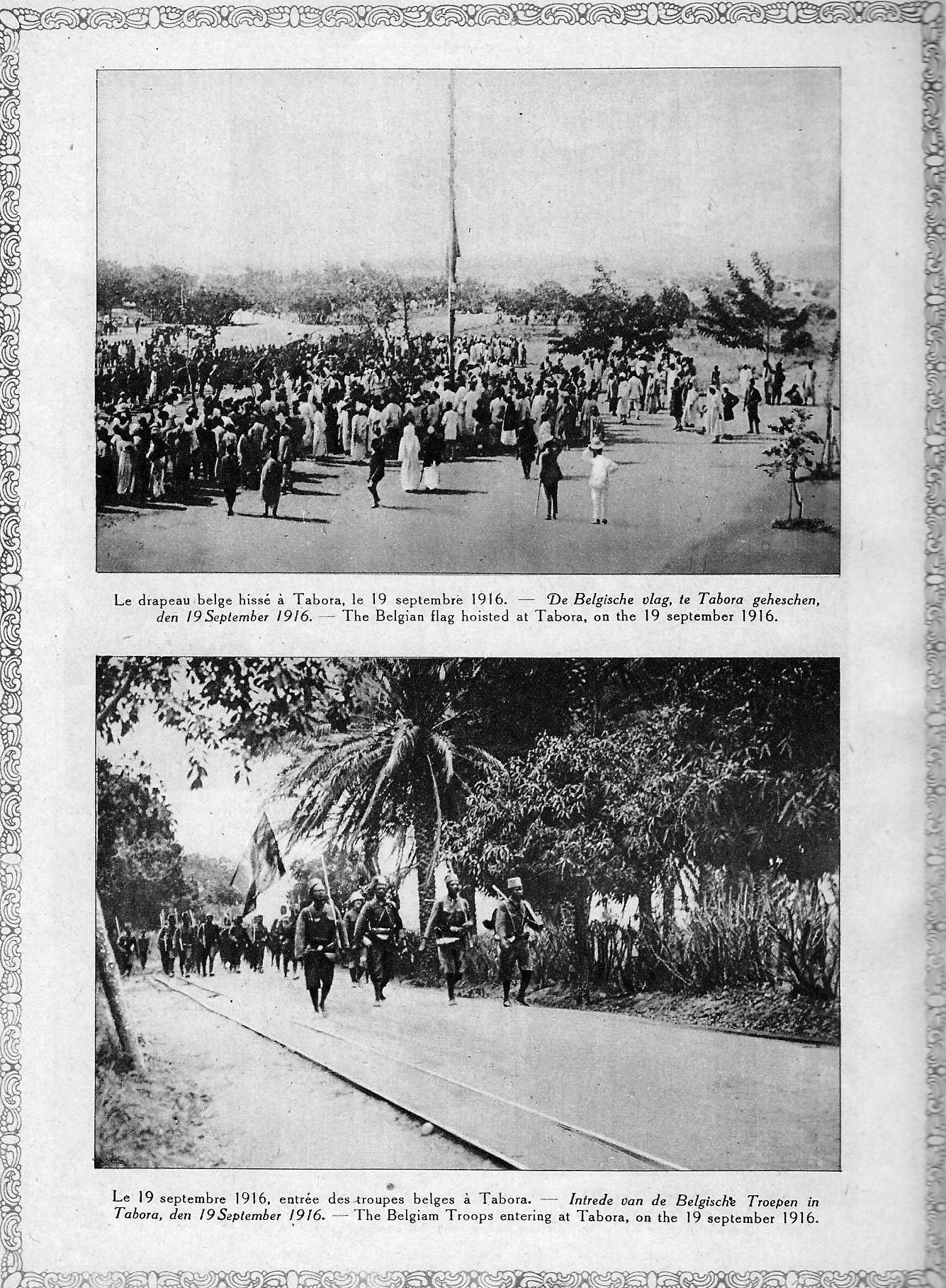
Inval van het Belgische leger in Tabora

Door de geallieerde beheersing van de zeeën konden de Duitsers hun koloniën niet bevoorraden. Met een defensieve strategie werd gepoogd de koloniën te behouden tot de eindoverwinning in Europa, en geallieerde troepen te onttrekken aan het Europees front.
- Duits-Zuidwest-Afrika - Een Duitse kolonie, het tegenwoordige Namibië. Deze kolonie werd in 1915, na een aanvankelijke aarzeling van Zuid-Afrika, in minder dan een kwartaal tijd vanuit Zuid-Afrika veroverd door de troepen van het Gemenebest.
- West-Afrika - Duitsland bezat hier koloniën: het huidige Kameroen en Togo. Ook hier werden de Duitsers snel verslagen, waarna de koloniën werden verdeeld.
- Duits-Oost-Afrika - Het tegenwoordige Tanzania, Rwanda en Burundi. Op 22 augustus 1914 voerden de Duitsers met schepen aanvallen uit op de Belgische haven Kalemie van Belgisch-Congo aan het Tanganyikameer. De Duitsers bleven tot in 1916 het meer beheersen. In Belgisch-Congo was alleen een klein koloniaal leger voor de ordehandhaving gelegerd, dat slecht uitgerust was. In 1915 werden in Le Havre Belgische legerofficieren opgeleid voor het vechten in de tropen. De soldaten werden in Congo gerekruteerd en voor de bevoorrading werden dragers ingelijfd door het leger. Er waren nauwelijks wegen.[15]

Met behulp van in delen aangevoerde watervliegtuigen en schepen, lukte het de Britse en Belgo-Congolese strijdkrachten om het strategisch meer onder controle te krijgen. In april 1916 werd de aanval ingezet, vanuit Belgisch-Congo door het Belgisch koloniaal leger, en vanuit de Britse koloniën door het Britse leger. Op 19 september 1916 werd de belangrijkste Duitse uitvalsbasis Tabora veroverd. Tegen eind 1917 had Duitsland alle gebieden verloren, maar Duitse troepen bleven nog een guerrillastrijd voeren in de kolonie Portugees-Mozambique tegen de Portugezen en de Britten. Hier was de laatste plaats in Afrika waar nog gevochten werd door de Duitse koloniale troepen. Pas op 13 november 1918 kwam hier het bericht binnen dat de wapenstilstand was getekend, waarna het nog enige tijd duurde voordat ook hier de wapens werden neergelegd.

### Fronten in het Midden-Oosten
- Kaukasusveldtocht - De Ottomanen mengden zich in de oorlog aan de zijde van de Centralen. Ze begonnen Rusland in de Kaukasus aan te vallen en er werden verschillende slagen geleverd.
- Mesopotamische Campagne - De invasie van Irak door troepen van het Britse Rijk.
- Palestijns front - De Britten vochten om de Sinaï en Palestina tegen de Ottomanen, om de Ottomanen buiten het Suezkanaal te houden.
- Dardanellenfront - De Entente wilde een tweede route naar Rusland, via de Dardanellen. Hiervoor moest de hoofdstad van het Ottomaans Rijk, Constantinopel, bezet worden. Uiteindelijk faalden de geallieerden in deze aanval.
- Perzisch front - Officieel was Perzië een onafhankelijk en neutraal land maar door invloed vanuit Rusland en het Britse Rijk werd ook hier gevochten om de olie. Doordat verschillende stammen tegen elkaar werden opgezet en om de Britten te ondermijnen in het Midden-Oosten en India, werden hier nog verschillende conflicten uitgevochten. Alles bij elkaar veranderde er echter niet veel.

### Aziatische front
- Tsingtao - Enkele maanden na het begin van de oorlog werd de stad bij de Belegering van Tsingtao veroverd door Japan en Groot-Brittannië. Het Duitse marine-eskader, onder leiding van admiraal Maximilian von Spee, was voor die tijd al vertrokken naar Zuid-Amerika.
- Pacifische Eilanden

## Het westfront

### Het Schlieffenplan

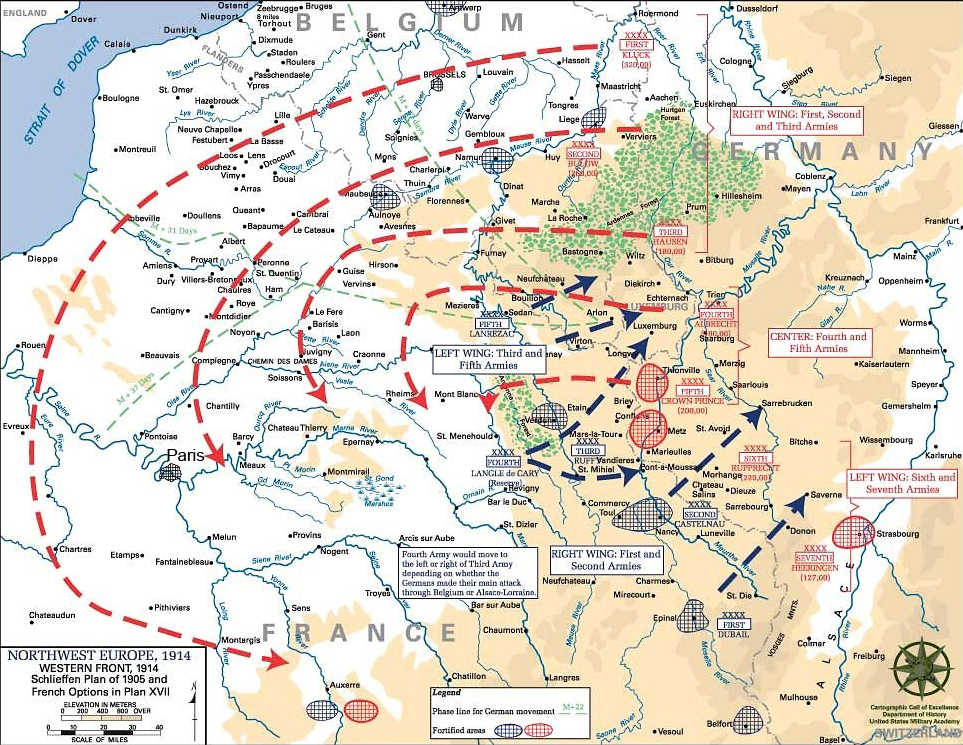
Schlieffenplan

De Duitse Generale Staf ging uit van het Schlieffenplan. Dit door Alfred von Schlieffen ontwikkelde plan onderkende het gevaar van een tweefrontenoorlog tegen Frankrijk en Rusland, waar Duitsland niet sterk genoeg voor was. Het plan behelsde daarom de omtrekking van het Franse leger door het Duitse leger via België (aanvankelijk ook Nederland) het zwakker verdedigde noorden van Frankrijk binnen te laten vallen. Door vervolgens ten westen en oosten van de stad om Parijs heen te trekken - de Franse hoofdstad zou niet worden ingenomen - en dan terug naar het oosten te zwenken zou het in de Elzas geconcentreerde Franse leger in de rug worden aangevallen en klem komen te zitten en zich overgeven. De Duitse troepen zouden dan op de trein naar Rusland worden gezet om het net gemobiliseerde Russische leger daar te verslaan. Voor het verslaan van de Fransen was een periode van slechts 42 dagen gepland. Aldus het Schlieffenplan.
Het plan kende echter zwaktes:
- Door de neutraliteit van België te schenden zou het Verenigd Koninkrijk wellicht Duitsland de oorlog verklaren krachtens het Verdrag van Londen van 1839. Ook zou Duitsland hier veel diplomatiek krediet mee verliezen. Von Schlieffen achtte dit niet relevant; het plan werd immers enkel door militairen en niet door politici opgesteld.[bron?]
- Een zeer strak tijdschema van 42 dagen werd aangehouden. Iedere afwijking zou het plan in de war schoppen. Von Schlieffen raadde aan om na iedere vertraging direct te gaan onderhandelen met de vijand: "We kunnen dan immers toch niet meer winnen".[bron?]
- Het Duitse leger was te groot voor de capaciteiten van het Belgische en Noord-Franse (spoor-)wegennet. Bovendien ging de operatie de krachten van het Duitse leger waarschijnlijk te boven. (Von Schlieffen ontkende dit)
- Er was geen rekening gehouden met de mogelijkheid dat het Franse leger zich niet zou willen overgeven en het op een langere confrontatie zou laten aankomen.
- Ook was niet gerekend op eerdere Russische mobilisatie of aanval (door het gebrek aan industrialisatie in dit land).
- Het plan was niet berekend op politieke situaties. In de julicrisis van 1914 speelde Frankrijk geen rol van betekenis. Het plan voorzag echter in Franse deelname en ook de inwerkingtreding van de verschillende bondgenootschappen deed Frankrijk mee in de oorlog belanden. Frankrijk was echter al twee dagen voor de oorlogsverklaring bezig met de mobilisatie en wegens het overheersende nationalisme in Frankrijk werd de oorlogsverklaring met een enorm enthousiasme aangegrepen als een kans om met eeuwige vijand Duitsland af te rekenen en Elzas-Lotharingen weer in bezit te krijgen. Toen Duitsland mobiliseerde voerden de militairen het plan uit terwijl de diplomaten en politici zich passief opstelden.
- Het plan ging uit van een bewegingsoorlog, terwijl snelheid van de legers van infanterie en cavalerie en artillerie beperkt was.

### Inval in België

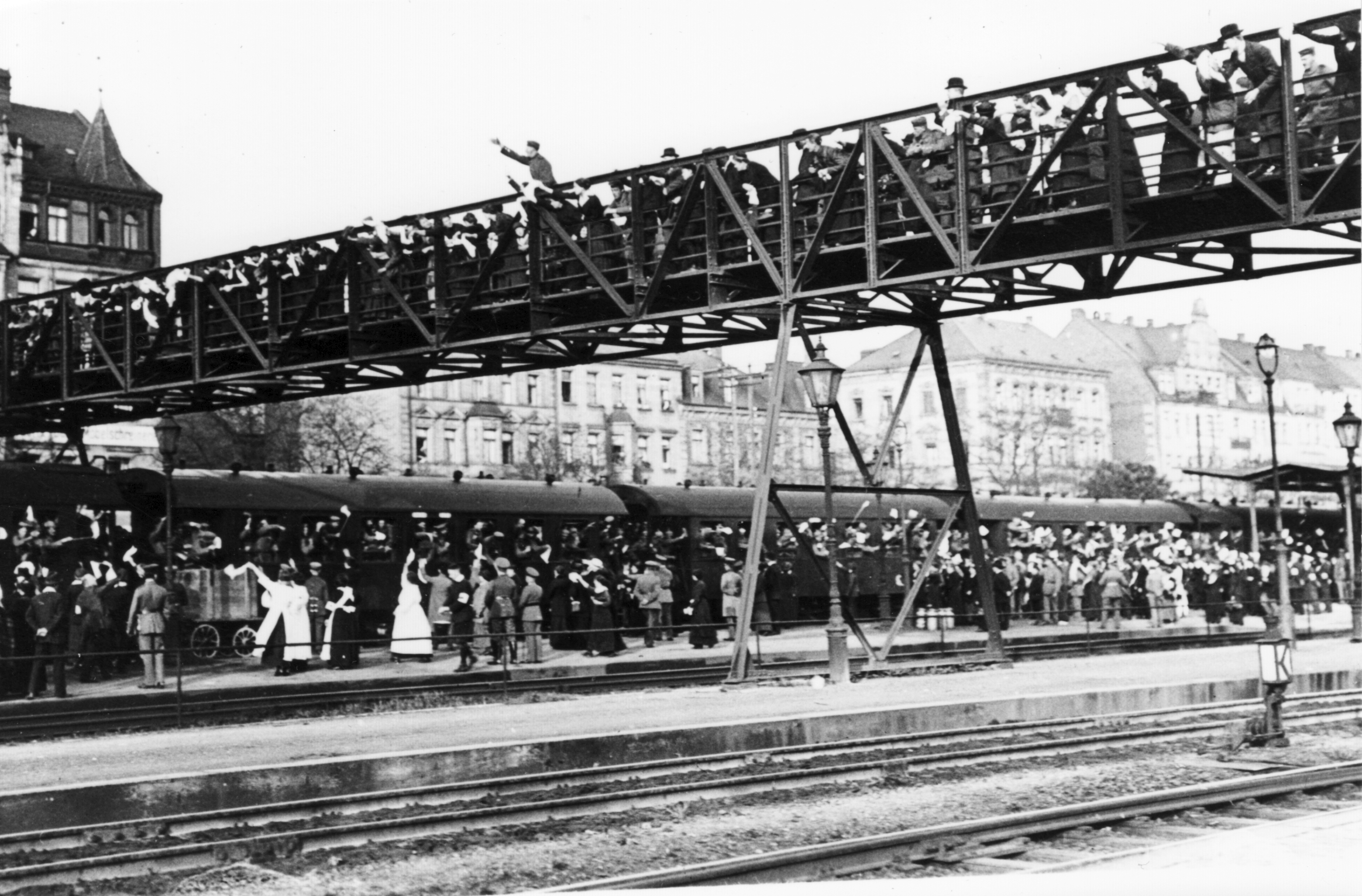
Duitse troepen nemen in 1914 te Fürth de trein naar het front

- 1 augustus 1914 - Duitse troepen vallen het neutrale Luxemburg binnen.
- 3 augustus - Duitsland verklaart de oorlog aan Frankrijk en vraagt dezelfde dag aan België toestemming om door België te trekken om Frankrijk binnen te kunnen vallen. Het neutrale België houdt zich aan zijn belofte en biedt de Duitsers geen doorgang.
- 4 augustus - Duitse legereenheden overschrijden de Belgische grens. Frankrijk en het Verenigd Koninkrijk schieten België te hulp.
- 6 augustus - Het Duitse leger stuit op de forten rond Luik.
- 12 augustus - Slag der Zilveren Helmen, in Halen. Er vallen 140 Belgische en 160 Duitse soldaten. De Belgen winnen en verschansen zich te Diest.
- 15 augustus - Slag te Dinant. De koning en koningin en de regering vestigen zich te Antwerpen. De koning voert het bevel over het leger.
- 16 augustus - Het laatste fort rond Luik geeft zich over aan de Duitsers.
- 18 augustus - Slag op de Zeven Zillen, in de omgeving van Tienen, op het grondgebied van de huidige deelgemeenten St.-Margriete-Houtem, Grimde en Oplinter. Ongeveer 2.400 Belgische soldaten stonden tegenover een legermacht van circa 15.000 Duitsers. De helft van de Belgen verliest het leven of raakte gewond. Het Belgisch leger trekt zich terug.
- 18 augustus - Koning Albert I beveelt het Belgische leger zich, na een massale Duitse aanval ten noorden van de Maas, terug te trekken in Antwerpen.
- 19 augustus - Duitse represailles in Aarschot.
- 20 augustus - De Duitsers trekken Brussel binnen. Er volgen later zware gevechten te Aalst, Mechelen, Dendermonde en Charleroi. In Antwerpen wordt dag en nacht gewerkt met vele vrijwilligers: bomen worden gekapt, villa's afgebroken, kortom: alles wat het zicht kan hinderen. Schuilplaatsen worden opgetrokken op verschillende plaatsen, overstromingen vlak bij de forten van Kapellen tot Kontich worden uitgevoerd. In de stad wapperen de Belgische, Franse en Engelse vlaggen. Tussen 21 en 24 augustus vallen de Naamse forten.
- 22 augustus - Slag bij Charleroi waar ook de Fransen aan deelnemen. Over het hele land worden kasseiwegen uitgebroken om de Duitse bewegingen te bemoeilijken.
- Op 25 augustus voeren Duitse troepen een strafexpeditie tegen de stad Leuven uit. 218 Burgers worden vermoord en de stad wordt platgebrand. Ook de universiteitsbibliotheek gaat in vlammen op. Deze onorthodoxe daden zullen zorgen voor een massale rekrutering op vrijwillige basis in het Britse Rijk.
- 27 augustus - Britse marinesoldaten ontschepen in Oostende om in Antwerpen het Belgische leger te versterken. Het neutrale Nederland heeft geweigerd ze binnen te laten via de Schelde waardoor ze niet in Antwerpen zelf kunnen ontschepen. Nieuw Duits offensief tegen Mechelen met 20.000 soldaten. Later zal dit aantal verdubbeld worden. Mechelen wordt voor het eerst gebombardeerd.
- 30 augustus - Na drie dagen van bombardementen zijn de forten van Walem, Sint-Katelijne-Waver en Koningshooikt opgeschreven. Ze kunnen hun rol van fort om de vijand tegen te houden niet meer spelen, maar worden nu steunpunten.
- 2 september - Een zeppelin vliegt over Antwerpen en laat zeven bommen vallen op huizen die als hospitaal zijn ingericht. 12 mensen raken gewond en er is zware schade.
- 5 september - Majoor Von Sommerfeld[17] beveelt de stad Dendermonde plat te branden. Ook het burgerlijk ziekenhuis en de Begijnhofkerk uit de 16e eeuw. Huizen worden geplunderd en inwoners naar Duitsland gedeporteerd. In Sint-Gillis en Lebbeke worden 25 inwoners vermoord door het voorbijtrekkende Duitse leger.
- 9 september tot 26 september - Het hoofdkwartier van de Belgische krijgsmacht wordt ondergebracht in Lier. Koning Albert verblijft er enkele dagen tijdens de slag om de Nete.[18]
- 29 september - Lier wordt gebombardeerd, net als Duffel, Tisselt, Londerzeel en Heist-op-den-Berg. Nieuwe gevechten om Mechelen, door de grote overmacht moeten de Belgen Mechelen opgeven en zich terugtrekken naar Antwerpen. Op hun terugtocht vernietigen de verdedigers de forten van Walem en Breendonk. Dit om te verhinderen dat de Duitsers ze tegen de Belgen zouden gebruiken.
- 2 oktober - De Duitsers proberen door te breken. Vanaf het balkon op het Paleis op de Meir te Antwerpen stelt koning Albert I de bevolking gerust terwijl het geschut te horen is.
- 3 oktober - Walem, Sint-Katelijne-Waver en Koningshooikt worden beschoten door 28 cm-kanonnen die te Elewijt en Hofstade staan opgesteld. Een vliegtuig strooit briefjes boven Antwerpen uit, waarin de bevolking wordt opgeroepen zich over te geven. De bevolking lacht hierom, terwijl het Duitse vliegtuig wordt beschoten. Verdere gevechten te Lier. Herentals wordt het slachtoffer van Duitse terreur. Kempische dorpen worden in brand gestoken.
- 4 oktober - Het front beweegt niet. De Belgen zijn verplicht zich te verschansen achter de Rupel en de Nete. Bruggen worden opgeblazen. Zware gevechten te Duffel.
- 6 oktober - Britse marine-infanteriebrigades en het Belgische leger hebben met succes de Nete verdedigd. Op 6 oktober 's morgens moeten ze zich echter terugtrekken op de binnenste fortenlijn. Het gevolg is dat de Duitsers hun kanonnen binnen schietbereik van de stad kunnen plaatsen. Meer dan 4.000 granaten en 140 zeppelinbommen vallen op Antwerpen. Generaal Deguise laat aan de bevolking weten dat wie dat wil mag vertrekken. Er begint een exodus langs de Schelde. Meer dan 1 miljoen Belgen vluchten naar het noordelijk gelegen neutrale Nederland. De vluchtelingen worden er goed onthaald. Anderen trekken via de kuststreek naar Frankrijk of proberen via Oostende Groot-Brittannië te bereiken.
- 8 oktober - Om de totale vernietiging van de stad Antwerpen te voorkomen, beslissen de Belgische en Britse autoriteiten gezamenlijk om de stad te evacueren. Gedurende de nacht van de 8e oktober verlaten de koning en de koningin Antwerpen.
- 9 oktober - De slag om Antwerpen is voorbij. De forten van Schoten, Brasschaat, Merksem, Kapellen en Lillo worden opgeblazen. Onder dekking van de nacht geeft de laatste Belgische divisie ook de linkeroever van de Schelde op, waarna ze zich terugtrekt op de IJzer. Het Antwerpse stadsbestuur vraagt en krijgt een staakt-het-vuren van het de Duitse opperbevel. De 'Conventie van Kontich' is een feit. Zo'n 33.000 Belgische soldaten die niet meer kunnen ontsnappen trekken naar Nederland en worden daar geïnterneerd.
- 10 oktober - De Belgen en Britten, die Antwerpen nu verlaten hebben, brengen de Duitsers een zware slag toe, terwijl deze laatsten probeerden de Schelde over te steken. Duitse eenheden rukken op naar Gent. In het noorden dringen de Belgen de Duitsers terug tot Lokeren. Vlak bij Gent, te Melle kunnen de Belgen de vijand terugslaan en een Duitse artilleriebatterij veroveren. De terugtocht van het Belgisch leger verloopt zonder grote problemen. Alle pantsertreinen en zware kanonnen worden gered.
- 12 oktober - De Duitsers bezetten Gent, dat zich zonder strijd heeft overgegeven. De Belgische terugtocht gaat verder richting Westhoek en stelt zich op achter de IJzer.
- 13 oktober - Britse divisies komen aan te Ieper. Het Duitse leger rukt verder op over heel Oost-Vlaanderen.
- 15 oktober - De Duitsers trekken verder op over West-Vlaanderen en bezetten Brugge.
- 16 oktober - Het Duitse leger bereikt Damme, Zeebrugge, Knokke en Oostende. Het Duitse 4e leger stelt zich op aan de kust tot aan de weg Ieper-Menen. Vanaf de weg Menen-Ieper vormt het Duitse 6e leger de bezettingsmacht. Door de inundatie van het gebied aan de IJzer loopt het front vast in Vlaanderen en nadien in Frankrijk. Dan begint de vier jaar durende loopgravenoorlog, vanaf de Belgische duinen in Nieuwpoort en De Panne tot aan de Frans-Zwitserse grens bij Pfetterhouse in Frankrijk.

Naast de Belgische Westhoek blijven ook de Belgische enclaves van Baarle-Hertog onbezet. Deze enclaves waren door de Nederlandse neutraliteitshouding zeer geïsoleerd en hadden een kleine rol in de oorlog door het open houden van een Belgisch postkantoor waarlangs belangrijke correspondentie kan verlopen.

### Represailles in België

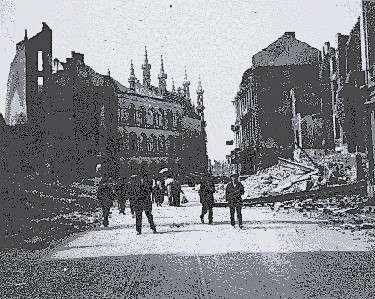
Leuven in 1915

België hield zich aan de afspraak om neutraal te blijven en de Duitsers niet door te laten. Maar de Duitse legerleiding hield geen rekening met deze neutraliteit en Duitsland viel België alsnog binnen.
Op 25 augustus vermoordden Duitse troepen 218 burgers tijdens een strafexpeditie tegen de stad Leuven. De stad werd gedeeltelijk platgebrand. Van de ongeveer 6000 huizen die Leuven telde lagen er 2117 in de as. Ook de Sint-Pieterskerk en de universiteitsbibliotheek zijn in vlammen opgegaan. De Duitsers keken toe hoe een kwart miljoen boeken, waaronder duizenden onvervangbare middeleeuwse manuscripten en wiegendrukken in vlammen opgingen. Naast deze misdaden creëerden ook andere soortgelijke gevallen een golf van nationale en internationale verontwaardiging (uit latere getuigenissen zou ook blijken dat niet alle Duitsers te velde deze gruwelen goedkeurden). Leuven was niet het enige slachtoffer: ook in onder andere Dinant (674 doden) en Aarschot (170 doden) werden soortgelijke gruweldaden gepleegd.
De Duitse legerleiding besloot tot dergelijke afschrikwekkende represailles nadat hun troepen, naar eigen zeggen, door burgers waren beschoten. Om afgrijselijke vergeldingsmaatregelen goed te praten werd telkens het argument van deze zogenoemde francs-tireurs aangevoerd. Voor de oorlog begon, hadden de Duitse generaals hun eigen soldaten zwaar geïndoctrineerd en opgestookt met verhalen over francs-tireurs uit de Frans-Duitse Oorlog van 1870-1871. Het werd er bij hen in gedrild dat ze tijdens hun opmars de plaatselijke bevolking onder geen beding mochten vertrouwen en hard moesten optreden als ze door hen werden beschoten. De Duitse troepen waren hierdoor zo paranoïde geworden, dat elk klein incident dat niet onmiddellijk verklaard kon worden een aanleiding tot dergelijke represailles kon geven. De publieke opinie werd eveneens opgejut door propagandaverhalen, om de legerleiding zo van onvoorwaardelijke steun voor de oorlogsinspanning te voorzien. In elk geval was er van hogerhand echter geen bevel gegeven tot georganiseerde franc-tireurdaden en ging het waarschijnlijk om geïsoleerde gevallen. De meeste represailles waren vooral ontstaan door misverstanden: in Leuven bijvoorbeeld bleken de Duitsers in de verwarring op elkaar geschoten te hebben en in Aarschot werd een Duitse kolonel (die erg gehaat was bij zijn eigen manschappen) door een van zijn eigen soldaten doodgeschoten.
In totaal zijn tijdens de inval van België 500 gemeenten getroffen door wreedheden; zeker 5000 burgers werden vermoord, onder wie vrouwen en kinderen (in Noord-Frankrijk bedroeg dit aantal ongeveer 1500). Het is dan ook te begrijpen dat de Duitse wreedheid die met het begin van de inval gepaard ging, voor de geallieerde propaganda een makkelijk middel was. Langs beide kanten werden misdaden begaan door de tegenpartij door de propaganda verzonnen of overdreven en eigen misdaden ontkend of geminimaliseerd. De Duitsers werden door de geallieerde propaganda voorgesteld als "Hunnen met pinhelmen", barbaren uit het oosten; de Belgen werden door de Duitse propaganda dan weer voorgesteld als onderkruipers die de Duitse troepen verraderlijk in hinderlagen lokten.
Het Britse Rijk had bij het Verdrag van Londen de neutraliteit en veiligheid van België gegarandeerd. Met een nipte meerderheid in het kabinet verklaarde het Duitsland de oorlog. De Duitse gruweldaden zorgden voor een massale rekrutering op vrijwillige basis in het Britse Rijk.

### Massale rekrutering

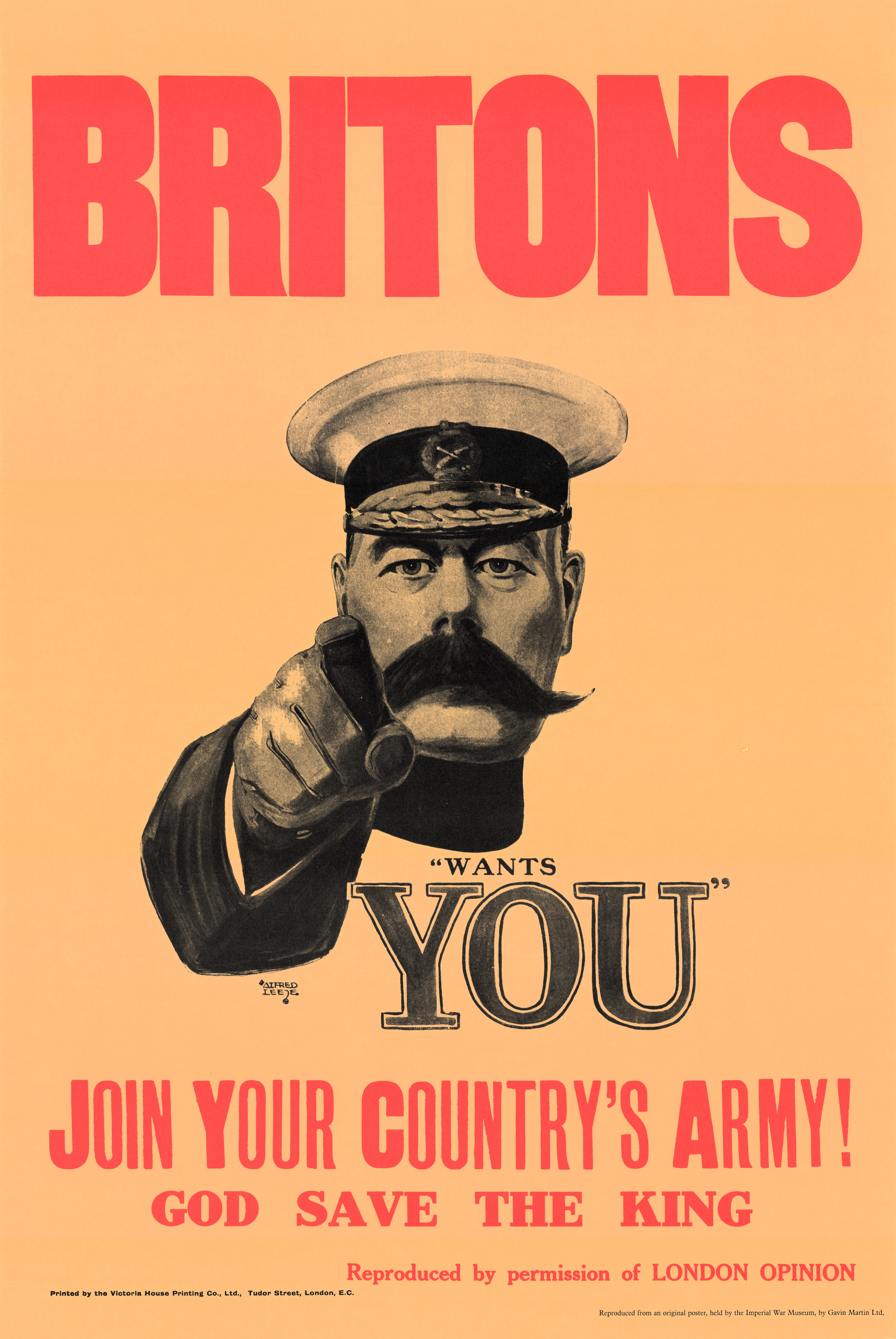
Een van de vele rekruteringsposters

De Britten konden bij hun rekrutering gebruikmaken van een naïef enthousiasme, zowel in eigen land als in hun koloniaal imperium. Franse en Duitse ronselaars konden eveneens op een grote toestroom rekenen. De roman Van het westelijk front geen nieuws van Erich Maria Remarque beschrijft het enthousiasme voor de oorlog aan de Duitse zijde tijdens deze eerste paar maanden. En ook de jonge Adolf Hitler stond dol van vreugde tussen een enthousiaste menigte op de Odeonsplatz op 1 augustus 1914, toen bekend werd gemaakt dat Duitsland in oorlog was.
Bij de bevolking heerste nog een geromantiseerd beeld van de oorlog. De sociale druk om mee te vechten was groot. Ronselaars spraken hen toe in de fabrieken, scholen, in de kerk en op de marktpleinen. Wie niet meedeed zou er later "niet meer bij horen". Wie zich alsnog succesvol aan de dienstplicht wist te onttrekken of (zoals in het Britse Rijk) zich niet meldde als vrijwilliger terwijl anderen dit wel deden, werd gestigmatiseerd als lafaard. Weigeraars werden met de nek aangekeken en kregen witte veren van hun meisjes, symbolen voor lafheid. Men vond daarnaast dat men, in ruil voor de sterk verbeterde sociale stelsels, best wat "terug kon doen". Bovendien deelde het Britse leger mannen uit dezelfde buurt of fabriek ook in dezelfde legereenheden in, de zogenoemde pal's battalions ('work together, fight together'). Dit zorgde voor sociale druk en sociale controle.
Vrijwilligers uit Australië en Nieuw-Zeeland vormden samen de Anzac-eenheden. Ze kregen vaak de meest hopeloze opdrachten maar droegen het aureool van dappere, maar roekeloze soldaten die hun imago ijverig koesterden. Jonge fabrieksarbeiders en mijnwerkers uit Groot-Brittannië zagen een uitstapje naar Parijs wel zitten. In Canada was het eerste geprogrammeerde contingent van 20.000 man onmiddellijk volgetekend. 430.000 Anderen zouden nog volgen. In totaal zouden 60.000 Canadezen sneuvelen. Ook zo'n 12.000 Newfoundlanders waren vrijwilligers tijdens de Eerste Wereldoorlog, wat neerkomt op ruim 35% van de mannelijke bevolking op militaire leeftijd van dat Brits dominion.
Tijdens de eerste weken van de oorlog meldden duizenden Amerikanen uit de toen nog neutrale Verenigde Staten zich in Canada; 5000 daarvan kwamen uit Texas.
Ondanks het conflict tussen Britten en Ieren met ettelijke volksopstanden, waren er naast protestantse Ieren die de Engelsen wel gunstig gezind waren, tienduizenden katholieke Ieren die zich lieten inlijven in het Britse beroepsleger. Van de 200.000 Ierse vrijwilligers in het Britse leger zouden er uiteindelijk ongeveer 30.000 de dood vinden. De Britten beschouwden de Ieren (net als trouwens de Schotten) als "woeste krijgers" die met de "gepaste" omkadering door hoofdzakelijk Engelse officieren best van pas kwamen bij allerlei koloniale conflicten, terwijl de Ieren en Schotten het leger zagen als een broodheer die bovendien nog "avontuur" op "exotische plaatsen" in het vooruitzicht stelde.
Op aandringen van Franse regering stuurde Rusland in 1916 een expeditionair leger van 8942 man infanterie om mee te vechten aan het westfront in Frankrijk. Na de ineenstorting van het Russische leger en het vredesakkoord tussen Rusland en Duitsland werden veel Russische ex-soldaten aan het werk gezet in de Franse economie; sommigen werden gedeporteerd naar Algerije, en sommige legeronderdelen zijn blijven vechten of werden ingelijfd in het Franse leger.
Apart was de bijdrage van de "Zuid-Afrikaners". Ze hadden nog maar net tien jaar bloedige oorlog achter de rug met de Britten en nu waren ze bondgenoten tegen een vijand die ze alleen kenden van horen zeggen. Bovendien voelden veel Boeren zich verwant aan de koloniale Duitsers van Duits-Zuidwest-Afrika en voelden er weinig voor tegen hen te vechten. Pro-Duitse en militant anti-Britse Afrikaners kwamen weliswaar in opstand tegen de oorlogsdeelname in de Maritz-rebellie, maar zij werden verslagen en hun leider Christiaan de Wet werd gearresteerd. Britse "gekleurde" koloniale troepen uit India, Nepal en zelfs Jamaica werden samen met het Brits-Chinese Labor Corps met dubieuze beloften en niet gehinderd door enig voorstellingsvermogen naar Europa gedirigeerd.
Al met al werd de oorlog beschouwd als iets dat de nationale en internationale verhoudingen recht zou zetten, een eind zou maken aan 'maatschappelijke kwalen', de geest van de jeugd zou zuiveren, hen zou opvoeden en echte mannen van hen zou maken.

### Loopgravenstrijd

Britse loopgraaf nabij de weg Albert–Bapaume in Ovillers-la-Boisselle, juli 1916 tijdens de slag aan de Somme

Terwijl de Duitse politiek ervan uitging dat het Verenigd Koninkrijk neutraal zou blijven, had het Duitse opperbevel intussen wel een krijgsplan klaar dat die neutraliteit onmogelijk zou maken (het Schlieffenplan). Het Verenigd Koninkrijk garandeerde de Belgische neutraliteit. Toen die op 3 augustus werd geschonden en de Duitse Uhlanen brandschattend naar de forten rond Luik trokken, bleef Londen geen andere optie over dan Berlijn een ultimatum te stellen en uiteindelijk de oorlog te verklaren.
De Duitse legers marcheerden door België en Noord-Frankrijk. Ze rukten op tot vlak bij Parijs, hoewel deze stad niet het doelwit was van de aanval. De Fransen voerden onderwijl in de Elzas een aanval uit volgens hun eigen Plan XVII en werden bloedig afgeslagen. Massa's infanterie rukten op tot de Duitse loopgraven, waar ze echter werden neergeschoten met mitrailleurs. Met hun felblauw-felrode uniformen vormden zij levende schietschijven.
De sikkelvormige opmars van de Duitsers door België en Noord-Frankrijk leek aanvankelijk redelijk volgens plan te verlopen. Luik en de cirkel van reusachtige forten eromheen werden binnen enkele dagen bezet en in de Slag der Grenzen werd de British Expeditionary Force (BEF) verslagen. De Duitsers rukten op tot aan de rivier de Marne, waar de Fransen hen trachtten tegen te houden. De Fransen claimen de overwinning maar volgens veel historici werd de Slag bij de Marne, als er al een winnaar was, eerder door de Duitsers dan door de Fransen gewonnen. De nerveuze generale staf, die al eerder kleine afwijkingen van het plan had geconstateerd, besloot echter het Duitse leger zich te laten terugtrekken op Chemin des Dames. Het front groeide door omtrekkende bewegingen van beide partijen (de Race naar de Zee) naar het westen tot aan de Noordzeekust. De Franse regering voelde zich bedreigd in Parijs en vestigde zich tijdelijk in Bordeaux.
Met uitzondering van Spanje en de Scandinavische landen, Zwitserland en Nederland, zouden uiteindelijk alle Europese landen bij de Eerste Wereldoorlog betrokken raken. Algemeen werd verwacht dat het een korte oorlog zou worden. Weer thuis als de bladeren vallen en Back home before Christmas (Weer thuis voor Kerstmis), waren veelgehoorde slagzinnen. Maar het werd een ongekend lange en wrede oorlog waarvan de fronten al na anderhalve maand vastlagen. Al in de eerste oorlogsmaanden 1914 bleek dit: de Belgen verloren 30.000 mensen (in 5 maanden evenveel als in elk daaropvolgend oorlogsjaar), de Duitsers 241.000 en de Fransen 306.000.
Wat volgde was een zinloze loopgravenstrijd die miljoenen slachtoffers kostte. Bij één veldslag, zoals de Slag om Verdun of de Slag aan de Somme, vielen meer doden en gewonden dan bij alle veldslagen van de eeuw daarvoor samen (bij de Somme 600.000 geallieerden en 750.000 Duitsers).
Slechts heel langzaam drong bij de militaire opperbevelen het inzicht door dat in deze oorlog, waarin zij de aanval nog als alleenzaligmakend beschouwden, verdedigers altijd in het voordeel waren. Aanvallers sneuvelden bij bosjes doordat snelvuur en granaatbombardementen de oude gevechts- en wapentechniek inmiddels hopeloos ouderwets hadden gemaakt.

### De loopgraaf

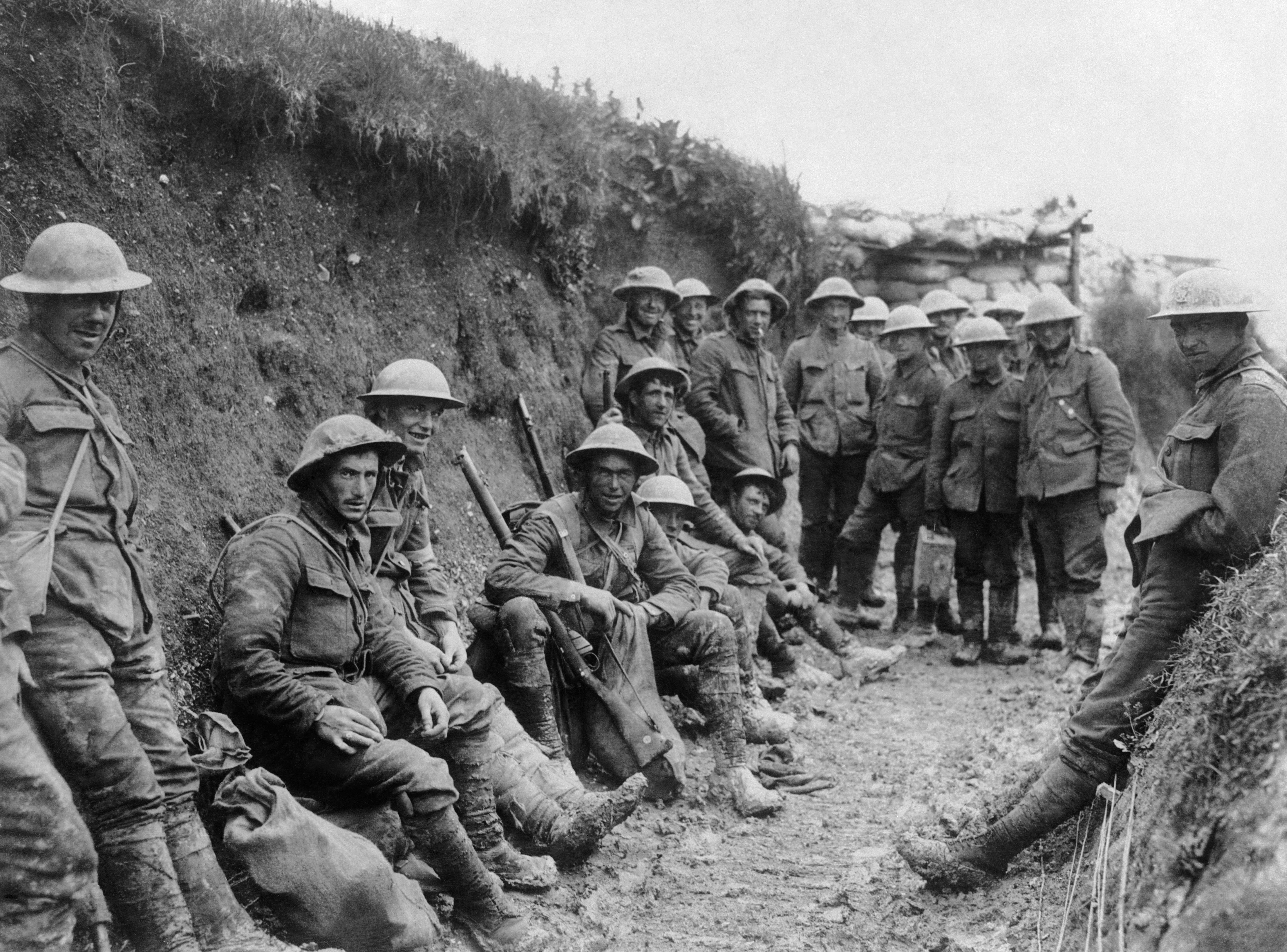
Royal Irish Rifles in een loopgraaf tijdens de Slag aan de Somme. (waarschijnlijk 1st Battalion, Royal Irish Rifles (25th Brigade, 8th Division))

Verdedigingslinies werden gevormd door:
- De eerste linie, gevormd door voorposten, mitrailleursnesten e.d. Zij waren door kleine loopgraafjes met de hoofdlinie verbonden.
- De hoofdlinie, die de eigenlijke loopgraaf vormde. Hier verbleven de soldaten en konden ze zich verplaatsen.
- Het achterland. Dit was via kleine loopgraafjes en spoorwegen met de hoofdlinie verbonden.

Tussen de Duitse en geallieerde loopgraven lag een strook modder, omgeploegd door granaatexplosies en infanterie, en bezaaid met landmijnen en prikkeldraad. Dit was het niemandsland.
Het enige wat groeide op het niemandsland en in de loopgraven was de klaproos (papaver). Daarom staat deze rode bloem symbool voor de Eerste Wereldoorlog.
Het leven in de loopgraaf was een nachtmerrie. Loopgraven vormden, met name in het voorjaar, winter en herfst, modderige geulen waarin men tot de knieën in de modder zakte. Alles werd vochtig en smerig en het water drong door kleren en laarzen heen. Dit leidde onder meer tot loopgraafvoeten, het verweken van langdurig natte voeten met sterk vergrote kans op beschadigingen en daardoor infecties met als uiterste gevolg dood door gangreen. Soms werd gebruikgemaakt van houten planken om de begaanbaarheid te verbeteren; in Duitse loopgraven was dit iets sneller gebruikelijk. Lijken konden vaak door de omstandigheden en de grote aantallen, niet snel worden begraven. Op de lijken en ander afval kwamen ratten af, die zich in hoog tempo konden vermenigvuldigen. Slechts als een deel van het front langere tijd 'in rust' was kon er enige verbetering in de leefomstandigheden worden gerealiseerd.

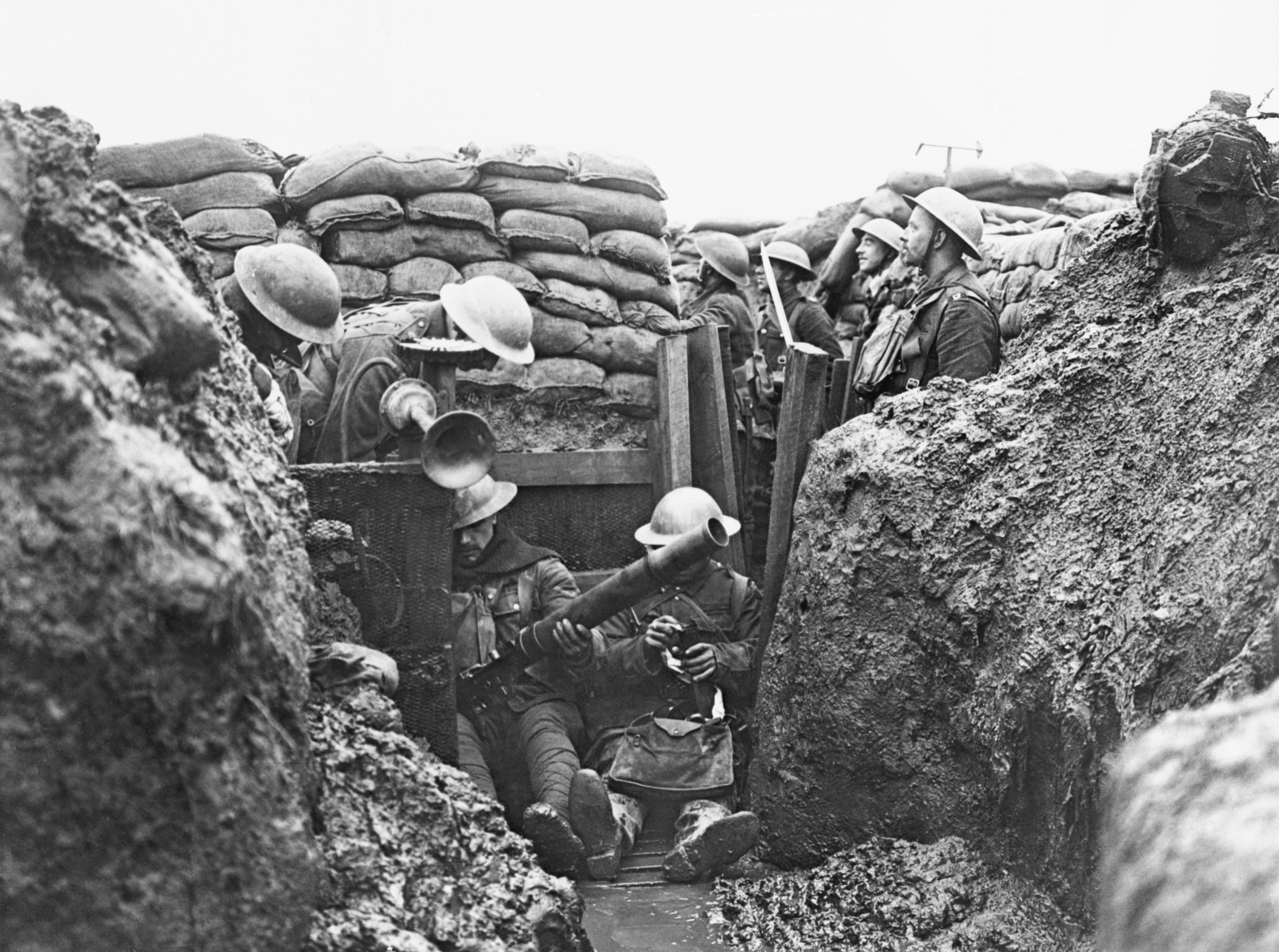
Soldaten in een loopgraaf

Bij offensieven was het nog erger. De verdedigers werden soms dagenlang aan artilleriebombardementen blootgesteld. Ondertussen trokken de aanvallers troepen samen. Als (men dacht dat) alle vijandelijke artillerie en mitrailleursnesten uitgeschakeld waren viel de infanterie aan, onder dekking van granaatvuur. Soms was de coördinatie niet goed: dan verloren de soldaten hun dekking of werden door de eigen artillerie beschoten. Dit is overigens ook wel opzettelijk gedaan als de infanterie niet snel genoeg opschoot. Zo maakten de soldaten de oversteek over het niemandsland naar de vijandelijke loopgraaf.
De verdedigers wisten echter meestal al door de niet te verhullen intensieve voorbereiding (luchtverkenning speelde voor het eerst een grote rol) en dagenlange bombardementen wat er zou gaan gebeuren en trokken zich deels terug. Hierdoor ontstond een saillant, waarin de aanvallende infanterie klem kwam te zitten. Mitrailleursnesten aan de flanken openden het vuur en verdedigende infanterie rukte op terwijl de eigen artillerie vaak te traag was omdat deze vast kwam te zitten in de modder in het niemandsland. Nu geheel zonder dekking werd de aanvallende infanterie vrijwel geheel afgeslacht, in veel gevallen tot en met de laatste man. In 1915 vonden dergelijke kleinere aanvallen regelmatig plaats.
De Duitsers hadden over het algemeen beter leefbare loopgraven dan de geallieerden. Bij de geallieerden (met name de Fransen op wier grondgebied gevochten werd) werd het construeren van goede loopgraven ontmoedigd vanuit een offensieve gedachte en de Duitsers hadden zich daarnaast op veel plaatsen teruggetrokken op hogere en daardoor beter verdedigbare (maar ook drogere) posities. Naast alle smerigheid die ook veel ziektes met zich mee bracht waren ook zaken als continue angst, eenzaamheid en eentonigheid een hel voor de soldaten.
Tijdens dagenlange beschietingen of ten tijde van code rood moet de angst om te sterven ondraaglijk zijn geweest. Er zijn verhalen over soldaten die een sigaret opstaken en door het oplichten hiervan een doelwit voor sluipschutters werden. Hier komt het bijgeloof vandaan dat nooit met een vuurtje meer dan één sigaret aangestoken mag worden - dit gaf sluipschutters immers voldoende tijd om te richten.
Door alle verschrikkelijke en traumatische belevenissen in de loopgraven kregen sommige soldaten last van de zogenaamde shellshock. Bij deze aandoening krijgt de soldaat last van tics of stuiptrekkingen, zoals trekjes bij de ogen, of zelfs rillingen. Shellshock werd beschouwd als een vorm van lafheid, zodat soldaten met deze verschijnselen meestal geëxecuteerd werden door hun eigen partij.
Eenzaamheid kwam veel voor. Vriendschappen tussen mannen hielden zelden langer dan één maand stand, mede door de enorme aantallen slachtoffers. Eenzaamheid resulteerde in allerlei vreemde symptomen. Sommige mannen sloten vriendschappen met ratten of voorwerpen en beschouwden hen als familie, anderen praatten voortdurend in zichzelf of tegen dode lichamen. Het ontbreken van vrouwen resulteerde in seksuele relaties tussen de mannen.
De eentonigheid van een soldatenbestaan in combinatie met bovenstaande zorgde na de oorlog bij overlevenden voor het zogenaamde 'loopgravensyndroom'. Veel mannen konden hun oude leven niet meer oppakken en bleven leven met dezelfde eigenaardigheden als in de loopgraven.

### Belgische vluchtelingen

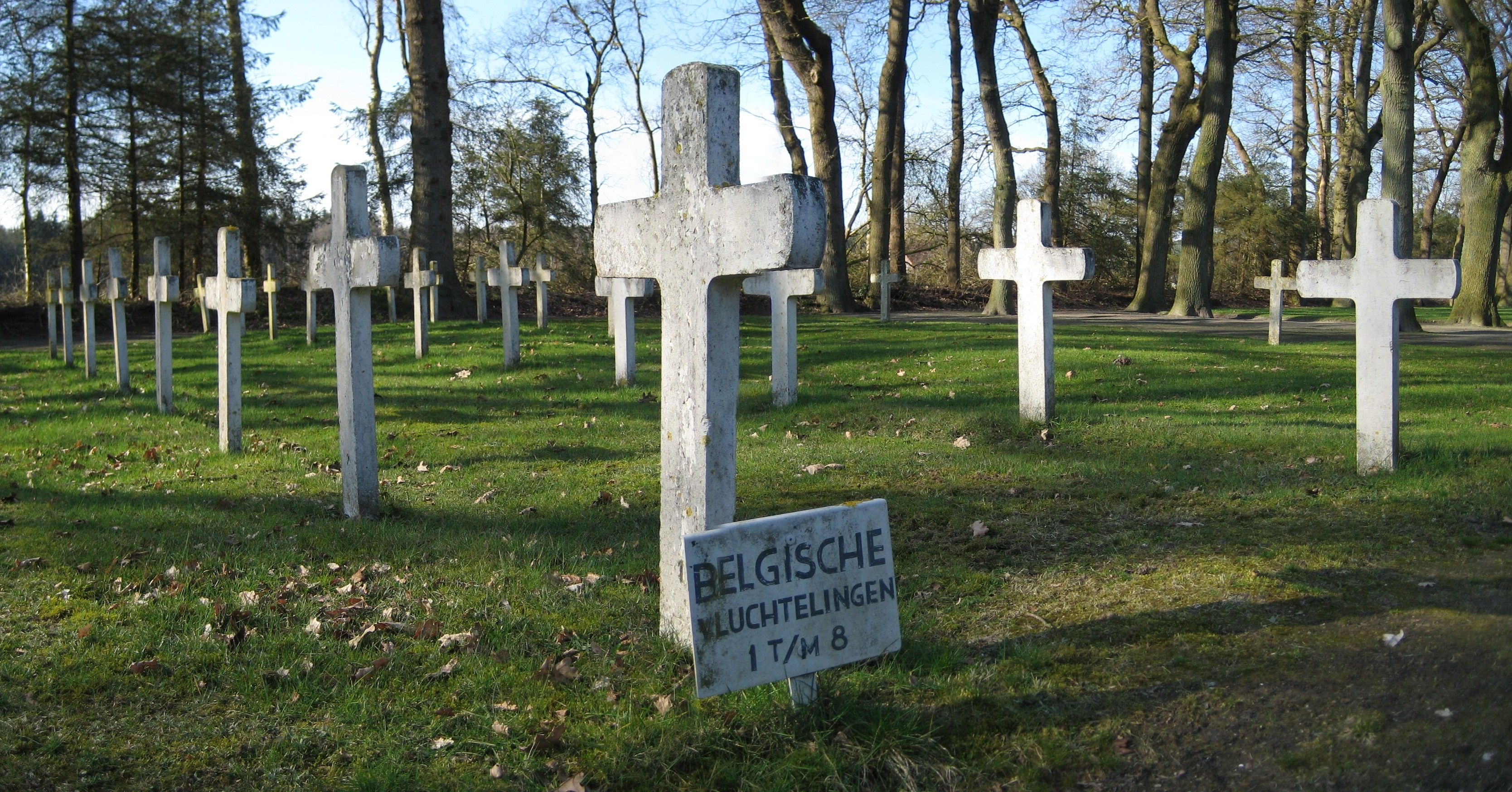
Graven van Belgische vluchtelingen op de begraafplaats van het Nederlandse dorp Veenhuizen (Drenthe, 2009)

Na de Duitse inval sloegen vele Belgen op de vlucht. Duizenden vertrokken via Oostende en Zeebrugge naar Engeland of vandaar verder naar Frankrijk. Meer dan een miljoen Belgen vluchtten naar Nederland. Onder deze vluchtelingen bevonden zich ook 33.000 militairen. Deze werden geïnterneerd omdat Nederland volgens internationaal recht als neutraal land moest zorgen dat troepen en middelen van de strijdende partijen die op zijn grondgebied terechtkwamen niet meer aan de strijd zouden kunnen deelnemen. Duizenden "gemotiveerde" Belgische militairen zouden ontsnappen om via Groot-Brittannië en Frankrijk toch weer deel te nemen aan de oorlog.
De vluchtelingen werden in eerste instantie warm onthaald. De verontwaardiging over het schenden van de neutraliteit van het kleine land en de bewondering voor zijn standvastigheid waren groot. De groep vluchtelingen was echter zo groot dat al snel problemen ontstonden met huisvesting en gezondheidszorg. De Belgische overheden riepen vluchtelingen op terug te keren naar het, nu bezette, vaderland. Het grootste deel van de oorlogsvluchtelingen keerde voor het einde van het jaar daadwerkelijk terug naar huis. Meer dan 100.000 Belgen bleven echter in Nederland achter. Onder hen de gezinnen van geïnterneerde militairen. Van deze groep werden diegenen die niet zelf in hun levensonderhoud konden voorzien (ongeveer 20.000) ondergebracht in toevluchtsoorden te Gouda, Uden, Nunspeet en Ede die onder toezicht stonden van de Nederlandse overheid en waar de Belgen tot het einde van de oorlog in zeer goede omstandigheden werden gehuisvest. Inspecties van het internationale Rode Kruis onder leiding van Zwitserland, hebben dit meermaals bevestigd.

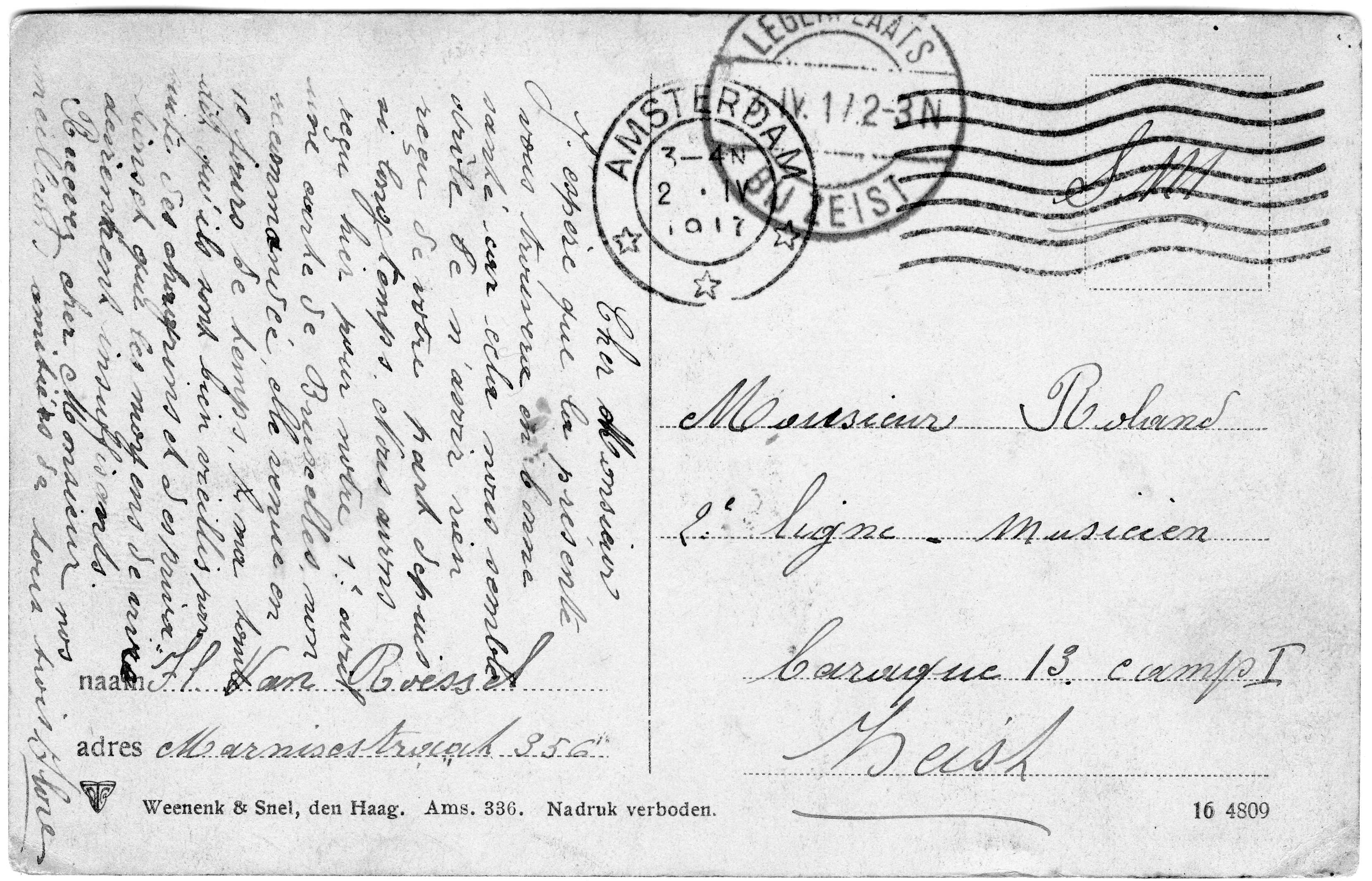
Postkaart aan een geïnterneerde militair in Kamp Zeist van een vermoedelijk familielid in Amsterdam. Daarin wordt een brief vermeld komende van de Belgische familie in Brussel

De vluchtelingen in het Verenigd Koninkrijk stichtten werkelijk hele Belgische koloniën met alles erop en eraan. Typerend zijn de katholieke kerken en gemeenschappen in een overwegend protestants land. Vele duizenden Belgische kinderen deden hun eerste of plechtige communie in het Verenigd Koninkrijk; het Belgisch leven ging er gewoon door. De gevluchte Belgen die niet naar het front moesten, zetten zich aan het werk in hun gastland. In Frankrijk werd de inzet en ijver van de Belgen gewaardeerd door de fabrieken en de boeren. Bij de rijkere burgerij stonden Belgische dienstmeisjes goed aangeschreven.
In het hele Britse Rijk en in vele neutrale landen werden inzamelacties ondernomen om de Belgen te helpen. Vrouwenorganisaties in Australië, Nieuw-Zeeland en Canada zamelden geld en kleding in voor de Belgen. Ze bakten cake die ze op markten verkochten, terwijl hun mannen en zonen bij bosjes sneuvelden in Vlaanderen. De neutrale Scandinavische landen deden hetzelfde, evenals de Noord- en Zuid-Amerikanen. De Deense regering bijvoorbeeld betaalde alle kosten voor een van de vluchtelingenkampen in Nederland.
Na de oorlog zouden de belangrijkste Amerikaanse universiteiten nog een grote inzamelactie houden om de universiteitsbibliotheek van Leuven te herbouwen. In mei 1940 deden de Duitsers echter hun vernietigend werk nog eens over.

### De kerstbestanden
Tijdens de Eerste Wereldoorlog zijn er in 1914 en 1915 kerstbestanden geweest. Hierbij vond op initiatief van de manschappen in de loopgraven ter gelegenheid van Kerstmis een verbroedering plaats tussen de soldaten van de strijdende partijen, dit geheel tegen de zin van de legerleiding.

### Chemische en biologische oorlogvoering

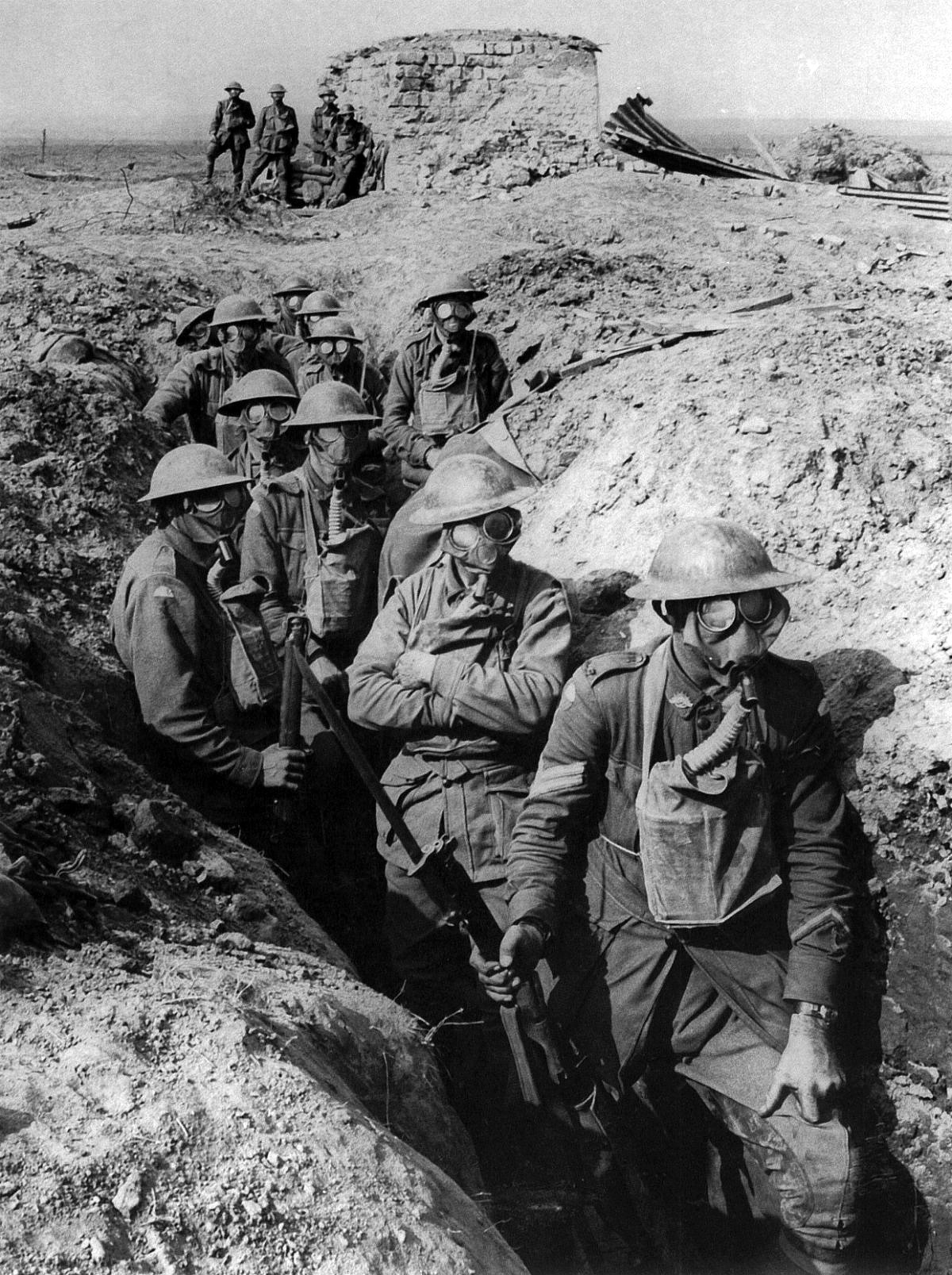
Australische infanteristen bij Ieper dragen gasmaskers, 1917.

In de eerste maand van de oorlog, augustus 1914, vuurden Franse soldaten traangas (xylylbromide) af naar de Duitsers en waren daarmee de eersten die gifgas gebruikten. Het Duitse leger was echter het eerste dat intensief onderzoek deed naar gifgas, onder leiding van de eminente Duitse chemicus en Nobelprijswinnaar Fritz Haber, en was het eerste dat het in 1915 op grote schaal gebruikte. Maar ook de Fransen, onder wie chemicus en eveneens Nobelprijswinnaar Victor Grignard, waren hier intensief mee bezig.
Aan het Russische front werd in de Slag bij Warschau door de Duitsers voor de eerste keer xylylbromide ingezet, maar het gas condenseerde door de lage temperatuur en bevroor zelfs. Later werden voor het eerst op kleine schaal aan het oostfront chloorgascilinders ingezet. De verbaasde officieren zagen hun soldaten in groene wolken verdwijnen en neervallen. Een aantal rende terug, schreeuwend dat de Duitsers hen met een "groene mist" vergiftigden.
Na dit experiment gebruikten de Duitsers het gas in de Tweede Slag om Ieper. Meer dan 5000 cilinders chloorgas werden opengezet. De Franse verdedigende regimenten raakten bevangen en een gat van 6 km ontstond. De Duitsers hadden deze aanval bedoeld als experiment en hadden niet op zo'n succes gerekend. Er waren geen soldaten voorhanden om door te stoten. Na dit succes ontstonden diverse soorten chemische oorlogswapens, zoals fosgeen en in 1917 mosterdgas. Ook probeerden Duitse en later Franse wetenschappers ziekteverwekkers in diverse bommen te stoppen; vooral de pest. De eerste stappen richting serieuze biologische oorlogvoering waren genomen.
Chemische wapens werden al snel en op grote schaal ook door de geallieerden gebruikt. De eerste gasmaskers die hun intrede deden, waren primitief (bijvoorbeeld een lap gedrenkt in water of urine) en hielpen nauwelijks. Pas na uitgebreid onderzoek verbeterden de gasmaskers aanzienlijk wat de effectiviteit van de toch al zeer dure chemische wapens niet ten goede kwam. Bovendien was het een erg risicovolle bedoening voor de eigen troepen, daar de wind na het openzetten van de cilinders het gas de verkeerde kant kon doen opgaan. Dat laatste werd opgelost door voortaan gasgranaten te gebruiken.

### Muiterij
Naar aanleiding van de enorme verliezen, niet alleen tijdens de grote slagen, maar ook bij talloze kleinere slagen, brak bij de Franse soldaten het besef door dat domweg aanvallen gelijk stond aan zelfmoord. Toch wist de legerleiding geen betere tactiek te bedenken. Vele soldaten gingen in 1917 over tot muiterij, soms zelfs met hele regimenten tegelijk. In feite is muiterij een erg groot woord, de soldaten kwamen namelijk niet in opstand. Ze staakten en pleegden passief verzet. Ze protesteerden niet zozeer tegen de oorlog zelf, maar wel tegen de gebruikte tactiek waarbij de soldaten bij duizenden werden opgeofferd in aanvallen die niets opleverden.
De muitende soldaten weigerden orders uit te voeren. Maar er was ook vooral passief verzet: ze lachten officieren uit bij het voorlezen van berichten over zogenaamde overwinningen. Als ze naar het front marcheerden, blaatten ze als schapen die zogenaamd naar de slachtbank worden gevoerd. Ze maakten officieren bang door hen te bedreigen hen te doden "met een verdwaalde kogel" bij de volgende aanval. Ze verstopten zich waar mogelijk om aan de orders te ontsnappen. Enkel voor officieren en onderofficieren die het lef hadden tussen hen in de loopgraaf te leven, brachten ze nog enig respect op.
Er zijn geen eenduidige berichten over de omvang van de muiterij. Officieel werd gesproken van 2 of 'enkele' divisies. Volgens Franse historici zouden in totaal 40 tot 80 duizend manschappen hierbij betrokken zijn, of maar zo'n 5% van het totaal. Historici als John Keegan gaan er echter van uit dat op een gegeven moment de muiterij zich tot 50 Franse divisies had uitgebreid.
Dit bracht de geallieerden in paniek. Als de Duitsers hierachter kwamen en direct aan zouden vallen, zouden ze zo het front van Amiens tot aan Verdun kunnen oprollen om vervolgens naar Parijs te wandelen. Generaal Pétain, de nieuwe opperbevelhebber, besloot met de soldaten te praten. Dit deed hij door enerzijds loyale artillerie op muitende regimenten te richten, maar anderzijds een betere verlofregeling te verlenen en het Franse leger niet meer in te zetten voor offensieven. 500 Franse muiters werden in 1917 ter dood veroordeeld, waarvan er maar 26 effectief werden gefusilleerd. Pétain hield woord: er werden door het Franse leger geen grote offensieven meer uitgevoerd.

### De luchtoorlog
Aanvankelijk speelde de luchtoorlog een bescheiden rol. Vliegtuigen werden, zoals in de Balkanoorlogen, slechts ingezet voor verkenningsvluchten. Het eerste luchtgevecht vond plaats toen in augustus 1914 een Servisch verkenningsvliegtuig een Oostenrijks-Hongaars toestel tegenkwam. De piloot trok een revolver en schoot op het Servische toestel. Meteen werden alle piloten met revolvers uitgerust, later volgden boordmitrailleurs.
Verkenning was en bleef het voornaamste doel van de vliegtuigen. Bombardementen kwamen ook voor, maar hiervoor moest de piloot de bom tussen de benen houden en zelf het toestel uitwerken. Ook werden wel zeppelins ingezet. Deze kolossen konden meer bommen vervoeren en werden door de Duitsers veelvuldig ingezet om Londen te bombarderen. Zij waren echter ook een makkelijk doelwit en zeer kwetsbaar, omdat ze zo groot waren en met waterstof waren gevuld. Naast verkenning en bombardementen, was intimidatie van de bevolking een doel van de inzet van vliegtuigen en zeppelins.
Bekend waren de vele "dogfights" tussen de Duitse en geallieerde vliegers. Manfred von Richthofen, oftewel de Rode Baron, behaalde 80 overwinningen. De Fransman René Fonck bleef hier met 75 niet ver achter. Hermann Göring, de latere luchtmaarschalk en nazipartijbons, was ook oorlogsvlieger.

### Amerikaanse oorlogsdeelname

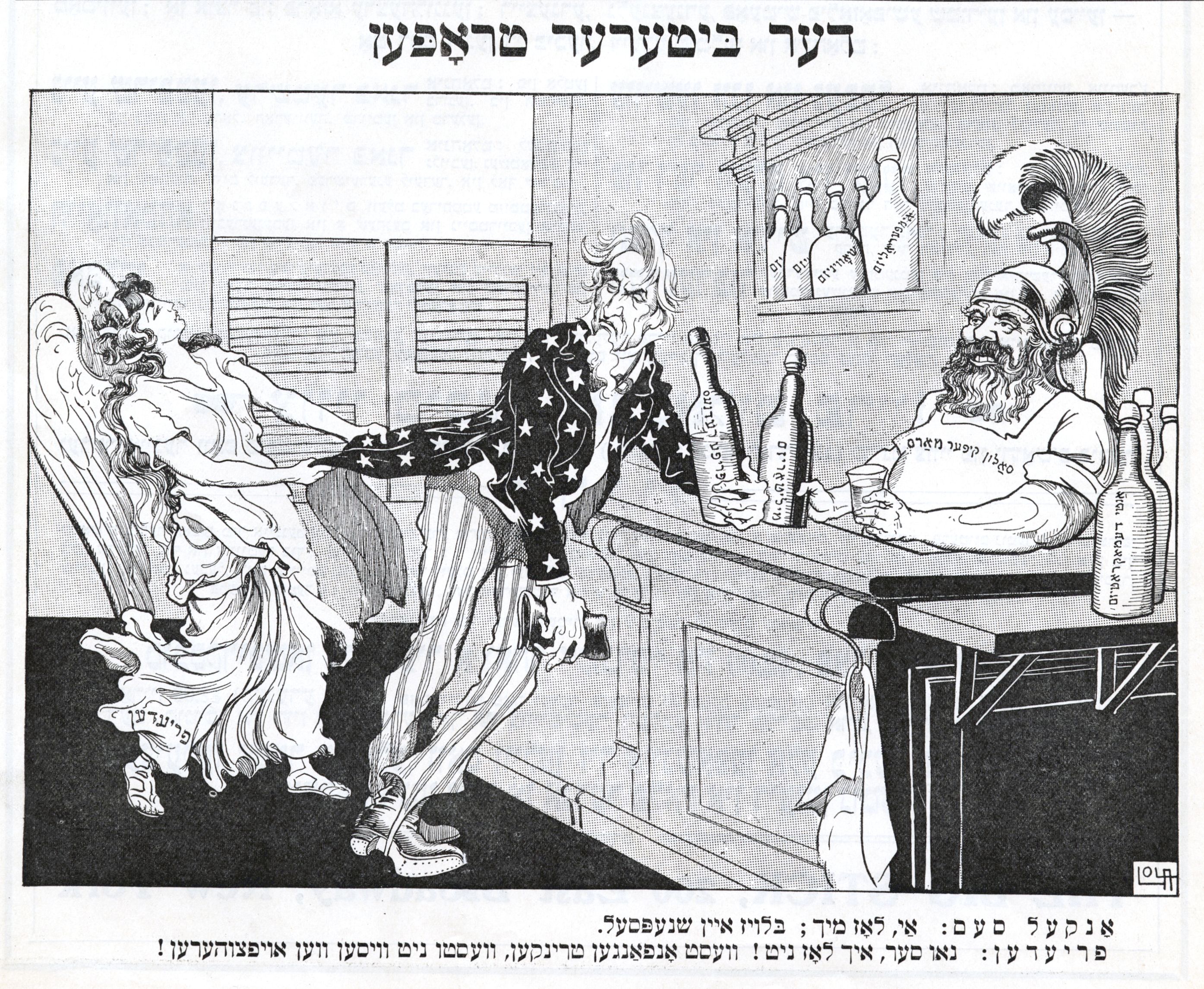
Amerikaanse politieke cartoon van Leon Israel tegen oorlogsdeelname (1915)

Duitsland beantwoordde de blokkade van de geallieerden met het duikbootwapen. Duitse duikboten schuimden de zeeën af en torpedeerden koopvaarders. Behalve geallieerde schepen, werden ook weleens neutrale schepen getroffen, zoals de Lusitania. Dit werd de Duitsers door veel neutralen, waaronder de Verenigde Staten, zeer kwalijk genomen. De Amerikanen hielden zich echter lang afzijdig van de oorlog, die ze als een Europese aangelegenheid zagen, vanwege de Monroedoctrine.
In 1917 zat er geen beweging in de fronten. Een Duitse poging om de Britse vloot te vernietigen en zo de blokkade te breken was in 1916 met de zeeslag bij Jutland mislukt. De Duitsers vernietigden meer schepen dan de Britten, maar waagden zich niet meer op open zee. Een onbeperkte duikbootoorlog zou de kans geven om het Verenigd Koninkrijk te isoleren en tot overgave te dwingen. Dit zou echter kunnen leiden tot een oorlog met de Verenigde Staten.
De Duitsers zetten het plan door, maar trachtten Japan en Mexico tot de Centralen te doen toetreden om de Amerikanen af te leiden. Een telegram met deze strekking (Zimmermanntelegram) werd onderschept door de Britse geheime dienst en doorgespeeld aan de Amerikaanse regering. Naar aanleiding hiervan, en van de onbeperkte duikbootoorlog, kon de vanaf het begin op geallieerde handen zijnde president Woodrow Wilson het Amerikaanse parlement overtuigen om Duitsland op 6 april 1917 de oorlog te verklaren. De Mexicanen hadden de Mexicaanse Revolutie achter de rug en hadden geen behoefte aan nieuwe strijd. Japan had geen behoefte om van kant te wisselen.
De Amerikaanse aanwezigheid had, vooral in het begin, een louter psychologische waarde. Zo kolossaal als de Amerikaanse marine was, zo klein was hun landleger. Er was mankracht genoeg, maar er was onvoldoende bewapening. Kanonnen moesten van de Britten worden geleend. De Duitsers zagen echter een nieuw leger tegenover zich dat steeds verder aangroeide. Hun duikboten waren onvoldoende om de oorlogskonvooien tegen te houden. De tijd werkte in hun nadeel: steeds meer troepen stroomden Europa binnen en de ongeschonden Amerikaanse wapenfabrieken draaiden op volle toeren. De slag aan de Schelde werd uitgevochten met een belangrijke inzet van Amerikaanse grondtroepen. Het Flanders Field American Cemetery and Memorial is hiervan een stille getuige.

### Lijst van de belangrijkste veldslagen aan het westfront
- Slag der Grenzen
- Forten rond Luik

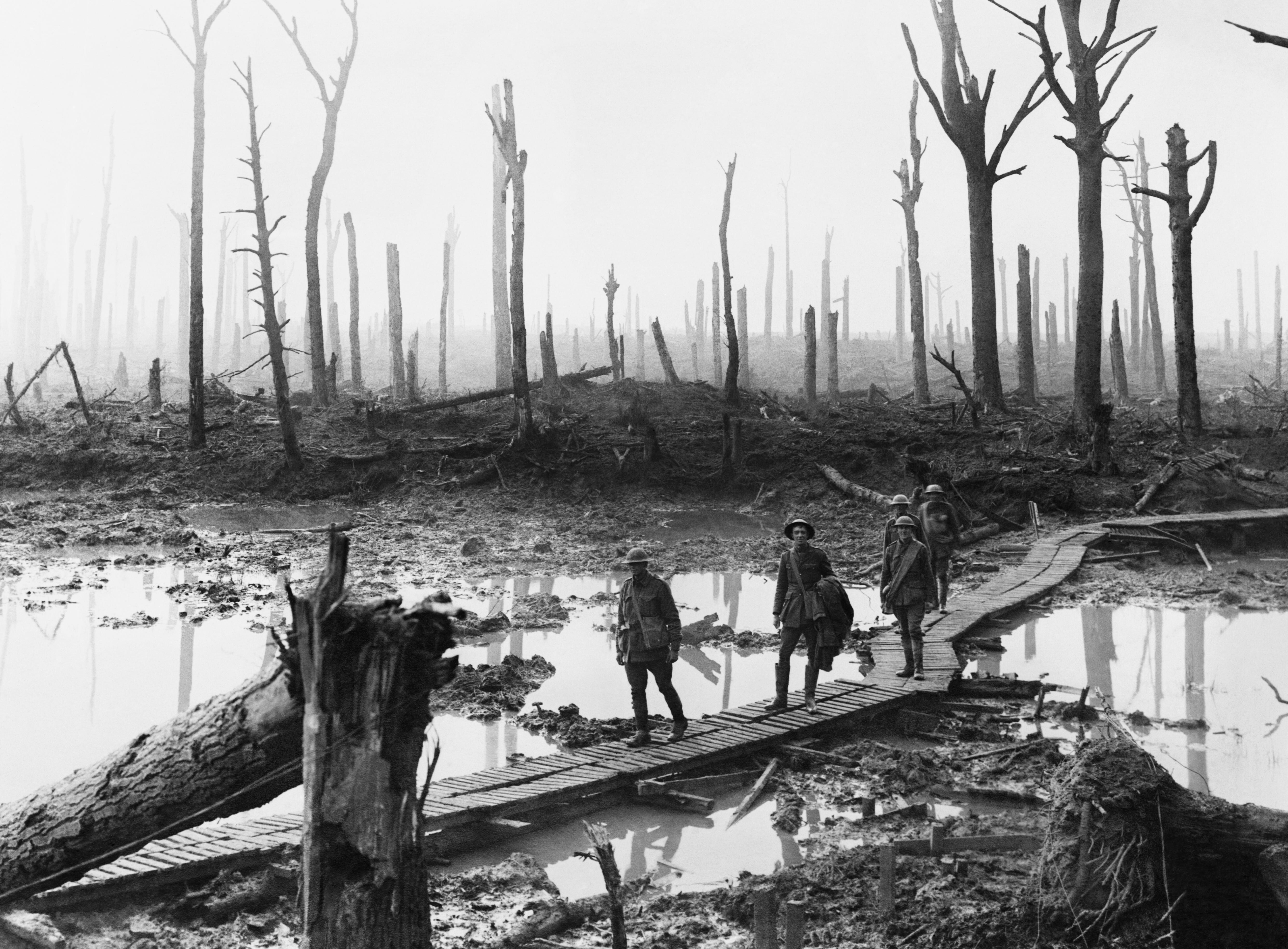
Een bos bij Ieper in 1917 na beschietingen

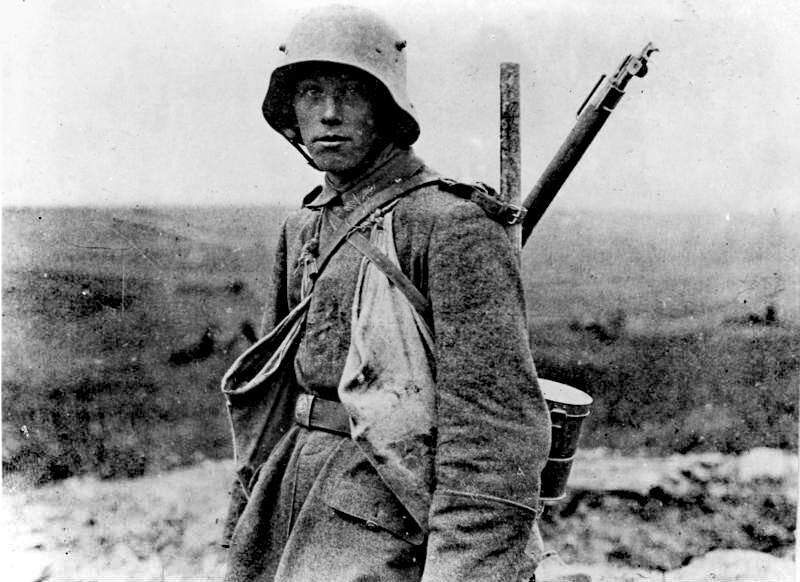
Een Duits infanterist aan de Somme in 1916

- Slag bij Halen, Slag der Zilveren Helmen
- Forten van Antwerpen
- Eerste Slag om Bergen
- Tweede Slag om Bergen
- Slag om de IJzer
- Slag om Ieper
  - Eerste Slag om Ieper
  - Tweede Slag om Ieper
  - Derde Slag om Ieper
  - Vierde Slag om Ieper
- De mijnenslag in Mesen
- Slag om Passendale
- Slag bij de Marne
- Chemin des Dames
- Slag om Verdun
- Fort Douaumont
- Slag aan de Somme
- Slag bij Cambrai
- Hindenburglinie
- Kaiserschlacht
- Slag aan de Schelde

Andere belangrijke gevechten:
- Slag bij Neuve-Chapelle
- Slag bij Artois
- Veldslag in de Champagnestreek
- Slag bij Loos
- Slag bij Nivelle
- Slag bij Arras
- De slag om Amiens

### Het einde

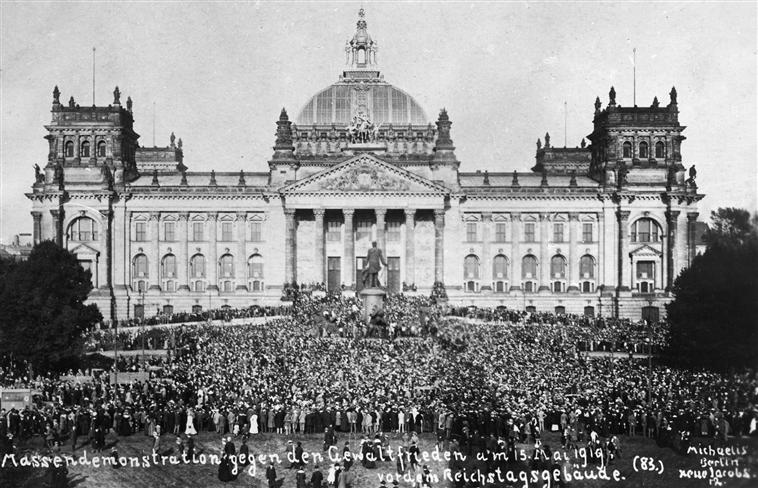
Betoging op 15 mei 1919 te Berlijn tegen het Verdrag van Versailles

Na de vrede met Rusland werden de Duitse troepen van het oostfront naar het Westen gebracht, voor zover ze niet als bezetting gebruikt werden. Er keerden ongeveer een half miljoen soldaten terug vanuit het Oosten. In de zomer van 1918 besloten de Duitse generaals Paul von Hindenburg en Erich Ludendorff met deze troepen nog één keer alles op alles te zetten. De Duitsers vielen aan het westfront op drie punten aan:
1. Een offensief aan de Marne tegen de Fransen (Operatie Blücher-Yorck);
2. Een offensief aan de Somme om een wig te drijven tussen de Fransen en Britten (Operatie Michael);
3. Een offensief tegen de Britten en Belgen bij Ieper in Vlaanderen (Operatie Georgette).

Op het eerste gezicht waren de offensieven aan het westfront succesvol: de loopgraven werden verlaten en de Centralen boekten een flinke terreinwinst, ze stonden op 50 kilometer van Parijs.
Ook begonnen de Duitsers samen met Oostenrijkse troepen een succesvol offensief tegen Italië in de Alpen. De Italiaanse troepen werden honderden kilometers teruggedreven het eigen land in. De Italiaanse legerleiding werd ontslagen en het toch al lage moreel bij de Italiaanse troepen was compleet gebroken.
De offensieven liepen na verloop van tijd echter vast. Hoewel de Italianen niet in staat waren enige significante tegenstand te bieden, was het Oostenrijkse leger aan het einde van de zomer oorlogsmoe en kon het niet meer op eigen kracht verder Italië intrekken. Ook het offensief van de Duitsers aan het westfront liep weer vast in een nieuwe loopgravenstrijd.
De geallieerden namen het initiatief over en besloten in de herfst een derde front te openen en wel daar waar zij de meeste kans op een overwinning zagen. Een overweldigend groot leger van 900.000 geallieerde soldaten landde in de Griekse kuststad Thessaloniki, met als doel het aanvallen van Centralen-bondgenoot Bulgarije. Zo werd het neutrale Griekenland mee de oorlog in gesleept, maar met instemming van de Grieken zelf: zij zouden na de oorlog een deel van Bulgarije toebedeeld krijgen. Ook begonnen de geallieerden een immens offensief aan het Westen, met hulp van de net gearriveerde Amerikanen, tegen Duitsland. Onder invloed van dit offensief, in combinatie met andere gebeurtenissen en een Duitse revolutie zouden de geallieerden de oorlog uiteindelijk gaan winnen.
De Val van de Centralen in de herfst van 1918 kwam snel. Na wat veldslagen werd Bulgarije verslagen en tekende het land een wapenstilstand op 29 september 1918. Ook de opstand van de Arabieren tegen het Ottomaanse Rijk bracht interne verdeeldheid en de Ottomanen capituleerden op 30 oktober 1918 voor de Fransen en de Britten. De Britten en Fransen verdeelden het Midden-Oosten.
Het is een misvatting te denken dat de geallieerden sterke oorlogsinspanning leverden tegen Oostenrijk-Hongarije. Italië was al nooit een sterke partij geweest, maar het leger lag nu compleet overhoop. Er speelde andere problematiek in Oostenrijk-Hongarije: het land was zelf oorlogsmoe en er was interne verdeeldheid. Slavisch nationalisme speelde tegen het einde van de oorlog een steeds grotere rol in de Habsburgse monarchie. Op 18 oktober 1918 verklaarde Tsjecho-Slowakije zich onafhankelijk. Hierna volgden verschillende Slavische minderheden (Kroaten, Serven, Bosniërs) en uiteindelijk zegde zelfs Hongarije de Dubbelmonarchie met Oostenrijk op. Er bleef een rompstaat van Oostenrijk over.
Men vroeg de Italianen om een wapenstilstand, maar dezen weigerden. Het Italiaanse leger zag zijn kans schoon en veroverde snel de voorheen verloren gegane gebieden terug en dreef de Oostenrijkers steeds verder terug. Doel was de stad Triëst aan de Adriatische kust.
Na afloop van de oorlog kregen de Italianen diverse regio's toebedeeld, waaronder het Duitstalige Zuid-Tirol. Maar de Italianen vonden dat zij te weinig hadden gekregen tijdens de onderhandelingen in het Franse Versailles. De Italiaanse onderhandelaar Orlando liep zelfs boos weg uit de onderhandelingen. Het fascisme was daarna snel geboren in Italië en al in de jaren twintig kwam Mussolini aan de macht.
Met de val van Oostenrijk-Hongarije wisten de Duitse generaals Hindenburg en Ludendorff dat het afgelopen was. Het moreel in het Duitse leger zakte tot een dieptepunt, te meer omdat de geallieerden met de Oostenrijkers overeen waren gekomen dat men troepen vrij mocht verplaatsen over het grondgebied: de hele Duitse zuidelijke landsgrens lag hiermee onder gevaar van invasie door de geallieerden. Bovendien waren de Duitse offensieven een maand of twee eerder vastgelopen en bood de huidige situatie niets aan uitzicht op een overwinning.
De Duitse legers hadden uiteindelijk aan alles gebrek en er dreigde revolutie.
Bij monde van generaal Wilhelm Groener lieten zij de keizer weten dat hij niet langer op de trouw van het Duitse leger kon rekenen. Een verstijving van de weerstand in Vlaanderen was maar schijn: er was aan alles gebrek, tot uniformen toe. De Duitsers begonnen zich terug te trekken uit België en gaven uiteindelijk zelfs gebieden op die men vier jaar lang had bezet. De geallieerden boekten immense terreinwinsten.
De Duitse marineleiding plande een laatste slag tegen de Britse vloot: al was er niets meer mee te winnen. Maar de betrokken zeelieden en mariniers wisten inmiddels dat dit totaal zinloos was en voelden zich niet meer geroepen om voor een verloren oorlog nog het leven te laten. Een rebellie van matrozen in de Noord-Duitse havensteden brak uit en sloeg over naar het hele land. De Duitse revolutie was begin november 1918 uitgeroepen waarbij uiteindelijk de monarchie werd afgeschaft en de Duitse republiek werd uitgeroepen; de keizer vluchtte naar Nederland waar hij in 1941 overleed. Onderhandelingen, gevoerd door burgers, vonden plaats, en een wapenstilstand werd overeengekomen. De wapenstilstand werd op 11 november 1918, om 5 uur 's ochtends getekend door de Franse bevelvoerder Ferdinand Foch en de Duitse delegatie, maar ging pas in om 11 uur. Tijdens deze laatste zes uur vielen langs beide kanten nog vele slachtoffers, terwijl de overgave al ondertekend was. Dat de overgave getekend werd door burgers en niet door militaire autoriteiten is zeer belangrijk: de nazi's maakten van dit feit later gebruik door de nederlaag te wijten aan "een dolksteek in de rug van de troepen door rode elementen". Dit verhaal zou in omloop blijven als de dolkstootlegende.
In 1919 volgde het Verdrag van Versailles.

## Het oostfront

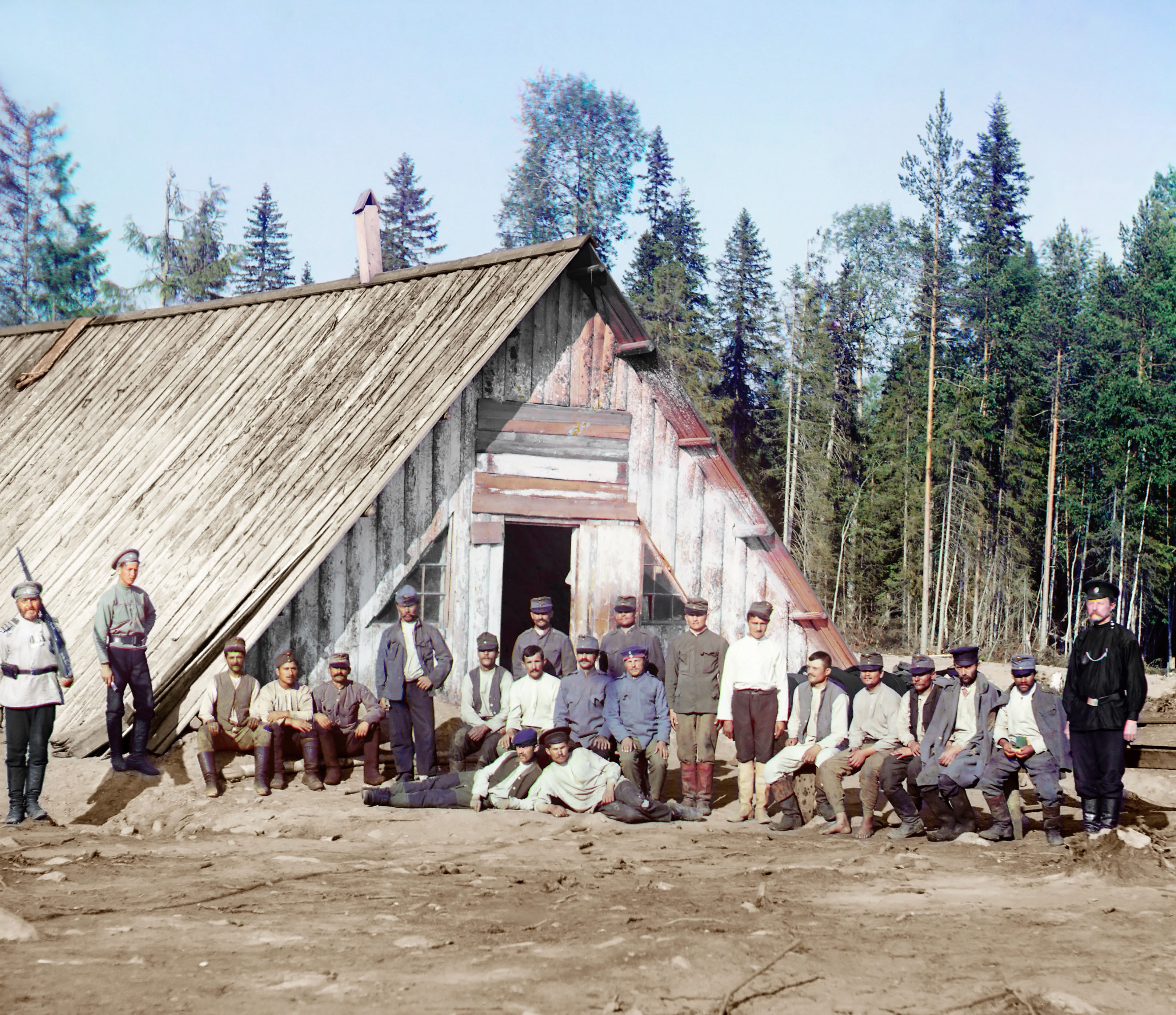
Oostenrijkse en Hongaarse gevangenen van de oorlog in Rusland, 1915

Ondanks de mobilisatietijd van 42 dagen die het Schlieffenplan aan de Russen toerekende, vielen twee Russische legers reeds in augustus 1914 Oost-Pruisen binnen. Eenheden van de Russische cavalerie maakten zich schuldig aan talloze misdaden gericht tegen Oost-Pruisische burgers (de Kosakengreuel). Tegelijkertijd trokken de Russen de Oostenrijkse provincie Galicië binnen. Vooral de opmars in Galicië was in het begin succesvol. Na aanvankelijke paniek werden de legers door de nieuwe bevelhebbers Paul von Hindenburg en Erich Ludendorff bij Tannenberg en de Mazurische Meren in augustus en september 1914 verslagen. Bij deze veldslagen hield het hele tweede Russische leger op te bestaan.
Aan het oostfront kwamen ook loopgraven voor, maar deze lagen verder uit elkaar en hadden het karakter van een tijdelijke verdedigingslinie. Er waren gewoon niet genoeg troepen om het 1200 km lange front op deze wijze te bezetten. De Duitsers gebruikten hier voor het eerst gifgas (traangas) tegen de Russen. Na de slag bij Lemberg namen de Russen grote delen van Galicië in. Gedurende de winter 1914/1915 en het voorjaar leverden Russische en Oostenrijkse troepen enkele malen slag in de Karpaten. De Duitsers kwamen hierop hun Oostenrijks-Hongaarse bondgenoten te hulp.
In het voorjaar van 1915 besloot de Duitse generale staf, omdat het westfront toch muurvast zat, om troepen naar het oostfront over te brengen. Tegelijkertijd bleek de Russische industriële basis te smal om de troepen van een constante stroom van kleding, voedsel, wapens, munitie, transportmiddelen en andere noodzakelijkheden te voorzien. Een groot offensief van de Centralen leidde tot een doorbraak. Op 5 augustus werd Warschau ingenomen. Midden 1915 waren de Russen hierdoor uit Polen verdreven. Ook het gebied dat nu Litouwen en zuidelijk Letland is, kwam in Duitse handen. Deze gebeurtenis raakte in Rusland bekend als de "grote terugtocht" en in Duitsland als de "grote opmars".
De Russen organiseerden in 1916 nog het Broesilovoffensief tegen de Oostenrijkers in Galicië. Deze aanval leverde aanvankelijk een spectaculair succes op, maar opnieuw kwamen de Duitsers de Oostenrijkers te hulp. Roemenië koos in 1916 de zijde van de geallieerden, maar werd desondanks door Duitsland, Oostenrijk en Bulgarije binnengevallen en bezet. De Russische offensieven liepen uiteindelijk vast met grote verliezen aan mensenlevens. De Russische oorlogsindustrie breidde zich snel uit, waardoor de uitrusting van de Russische legers werd verbeterd, maar voedseltekorten in de grote bevolkingscentra leidden tot onrust.
In Rusland volgen de revoluties van 1917, waarna de communisten met de Duitsers begonnen te onderhandelen. De Russische legers waren inmiddels uiteengevallen en de Duitsers bezetten zonder slag of stoot Oekraïne en het gebied dat nu noordelijk Letland en Estland is. De communisten sloten ten slotte de Vrede van Brest-Litovsk met de Duitsers, die hierdoor de beschikking kregen over een keten van vazalstaten en de handen vrij kregen in het westen. Na de wapenstilstand moesten deze gebieden echter ontruimd worden en bij het Verdrag van Versailles werd de Vrede van Brest-Litovsk nietig verklaard. Tevens moest al het in beslag genomen Russische en Roemeense goud worden teruggegeven.

## De Balkan
Oostenrijk-Hongarije, dat de oorlog tegen Servië begonnen was, trachtte dit land drie keer te bezetten. Drie keer werden de Habsburgers teruggedreven. In 1915, na de toetreding van Bulgarije en Turkije tot de Centralen werd Servië vanuit Oostenrijk-Hongarije en Bulgarije onder Duitse supervisie bezet. Bulgarije gaf er overigens daarna de brui aan. Zoals een generaal zei: "We hebben wat we willen (Macedonië), wij doen niets meer." De laatste Servische en geallieerde troepen werden naar Korfoe en Thessaloniki verdreven. De laatste stad werd door de Bulgaren omsingeld. In de herfst van 1918 landden de geallieerden echter een groot leger bij Thessaloniki en slaagden er in september 1918 in om door te breken en Bulgarije te verslaan. In Servië rukten ze op naar de Donau, terwijl Britse troepen langs de kust naar Istanbul oprukten.

## Italië

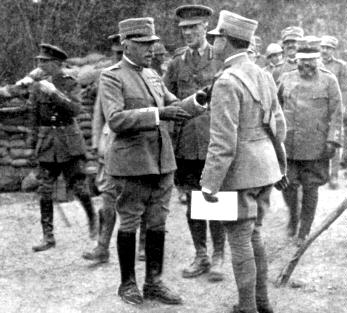
Maarschalk Luigi Cadorna

Italië was voor de beloften van de geallieerden gezwicht. De Centralen zagen dit als verraad, aangezien Italië met Oostenrijk en Duitsland de Driebond had. Maar Italië was meer een last dan een steun; het economisch zwakke land moest door het Verenigd Koninkrijk van steenkool en krediet worden voorzien, en de Italiaanse soldaten moesten steeds worden geholpen door Franse soldaten. Bovendien keken de Italianen niet verder dan de Oostenrijkse gebieden die hun toe zouden komen. De Piëmontezen weerden zich kranig, maar bij de Zuid-Italiaanse troepen ontbrak de motivatie om te vechten.
De strijd die Italië voerde tegen Oostenrijk-Hongarije in de Eerste Wereldoorlog wordt ook wel de witte oorlog genoemd. De reden hiervoor is dat de oorlog zich grotendeels in de Alpen afspeelde. Het Italiaanse leger stond onder bevel van de beruchte maarschalk Luigi Cadorna.
Toen Italië plotseling overliep naar de Entente, was Oostenrijk-Hongarije al bijna een jaar in oorlog. Het grootste gedeelte van hun leger vocht 1.200 kilometer verderop tegen de Russen, in de noordoostelijke Oostenrijkse provincie Galicië. Ook was er nog een front tegen Servië. Door die oorlogsinspanningen waren in de Italiaans-Oostenrijkse grensregio weinig Oostenrijkse troepen beschikbaar.
Wel was er een garnizoen achtergebleven bij de Italiaanse grens en ook was door de jaren heen de grens meermalen versterkt, omdat de Oostenrijkers de Italianen altijd al hadden gewantrouwd.
Na de oorlogsverklaring werden de hier gestationeerde troepen aangevuld met reservisten; in allerijl opgetrommelde mensen uit de streek. Jongemannen die training ontbeerden, laat staan gevechtservaring hadden, boeren en oudere mannen. De oudere mannen (onder wie veteranen), onder wie vijftigers geen uitzondering waren, konden vanwege hun leeftijd niet meer worden opgeroepen voor militaire dienst. Omdat er echter sprake was van acute dreiging, werden deze mensen toch ingezet om het land te verdedigen.
Ondanks de samenstelling van het leger waren deze Oostenrijkers goed gemotiveerd en vastberaden de Italianen buiten de landsgrenzen te houden. Bovendien kenden zij het gebied op hun duimpje. De Italianen hadden als enige voordeel hun grote numerieke overwicht. Het grootste deel van het Italiaanse leger was niet gemotiveerd en ook het terrein werkte in het nadeel van de Italianen. Ze moesten namelijk versterkte berghellingen innemen aan de Oostenrijkse kant van de grens. Bovendien leed het Italiaanse leger onder de incompetentie en koppigheid van Cadorna.
Toen de Italianen hun leger gemobiliseerd hadden, hadden de Oostenrijkers zich al verschanst in de (versterkte) stellingen op de bergflanken en -toppen van de Alpen (waarbij hellingpercentages van 30-40 procent geen uitzondering waren).

Omdat Italië delen van Küstenland (inclusief Triëst) en Tirol wilde innemen, gaf Cadorna het bevel de stellingen aan te vallen. Doordat de infanterie niet goed werd ondersteund door artillerie (omdat er te weinig artilleriedivisies waren) en omdat de Italianen ten opzichte van de Oostenrijkers een slechte positie hadden, verliepen de aanvallen voor de Italianen desastreus. Toch gaf Cadorna steeds weer het bevel te blijven aanvallen, iets wat de toch al gebrekkige motivatie van de soldaten geen goed deed. Ook probeerden de Italianen de Oostenrijkse stellingen te omzeilen door tunnels in de bergen te graven. De Oostenrijkers spoorden de Italiaanse tunnels echter op met behulp van geofonen. Hierna groeven zij tunnels tot onder de Italiaanse, om die vervolgens op te blazen.
Toen het Oostenrijkse bergleger aangevuld werd met overgeplaatste soldaten van andere fronten en hulp van het Duitse leger kreeg, waarin onder andere Erwin Rommel dienstdeed, ging het nog sneller bergafwaarts met het Italiaanse leger.
De gevechten concentreerden zich rond de rivier de Isonzo waar in totaal twaalf slagen zouden worden geleverd. De Italiaanse tactiek bestond uit gesloten formaties die richting de stellingen van de vijand werden gestuurd. Na elf hopeloze slagen was het moreel van de Italianen tot een dieptepunt gezakt.
Zelfs in vergelijking met de geallieerde troepen aan het westfront was de uitrusting, rantsoenering, opleiding en betaling van de troepen van een dramatisch laag niveau. Cadorna's maatregelen tegen het dalende moreel werkten echter averechts. Hij voerde onder andere de Romeinse straf van het decimeren weer in en het aantal executies was hoog. Door dit lage moreel kwam de Oostenrijks-Hongaarse tegenaanval extra hard aan; op 24 oktober 1917 viel Oostenrijk-Hongarije gesteund door de Duitsers aan in wat de slag bij Caporetto zou gaan heten. De Duitsers gebruikten ook hier gifgas van op de slag bij Verdun gelijkende proporties. De Italiaanse verdediging was niet berekend op zo'n heftige aanval en moest 25 kilometer prijsgeven. Cadorna wilde niet toegeven dat er een fout was gemaakt en het Italiaanse opperbevel wachtte een week met een bevel voor terugtrekken. Door het enorme verlies aan manschappen en algemeen falen dwongen de Britten en de Fransen Cadorna zijn positie af te staan aan Armando Diaz. Pas toen Oostenrijk-Hongarije, mede door interne problemen, uiteindelijk in elkaar gestort was en er nauwelijks meer tegenstand werd geboden konden de Italianen delen van Tirol en Slovenië bezetten.
Het grote aantal slachtoffers zorgde tijdens de oorlog al voor een sterke revolutionaire sfeer onder de soldaten (vooral communistisch). Na de oorlog ontstond grote maatschappelijke onvrede over de geleden slachtoffers en slechte economie, ook vond men dat de geallieerden hun beloften niet waren nagekomen en niet alle beloofde gebieden aan Italië had toegewezen bij het Verdrag van Versailles. Dit zou uiteindelijk leiden tot de opkomst van de fascisten en Benito Mussolini in 1922.

## Het Midden-Oosten

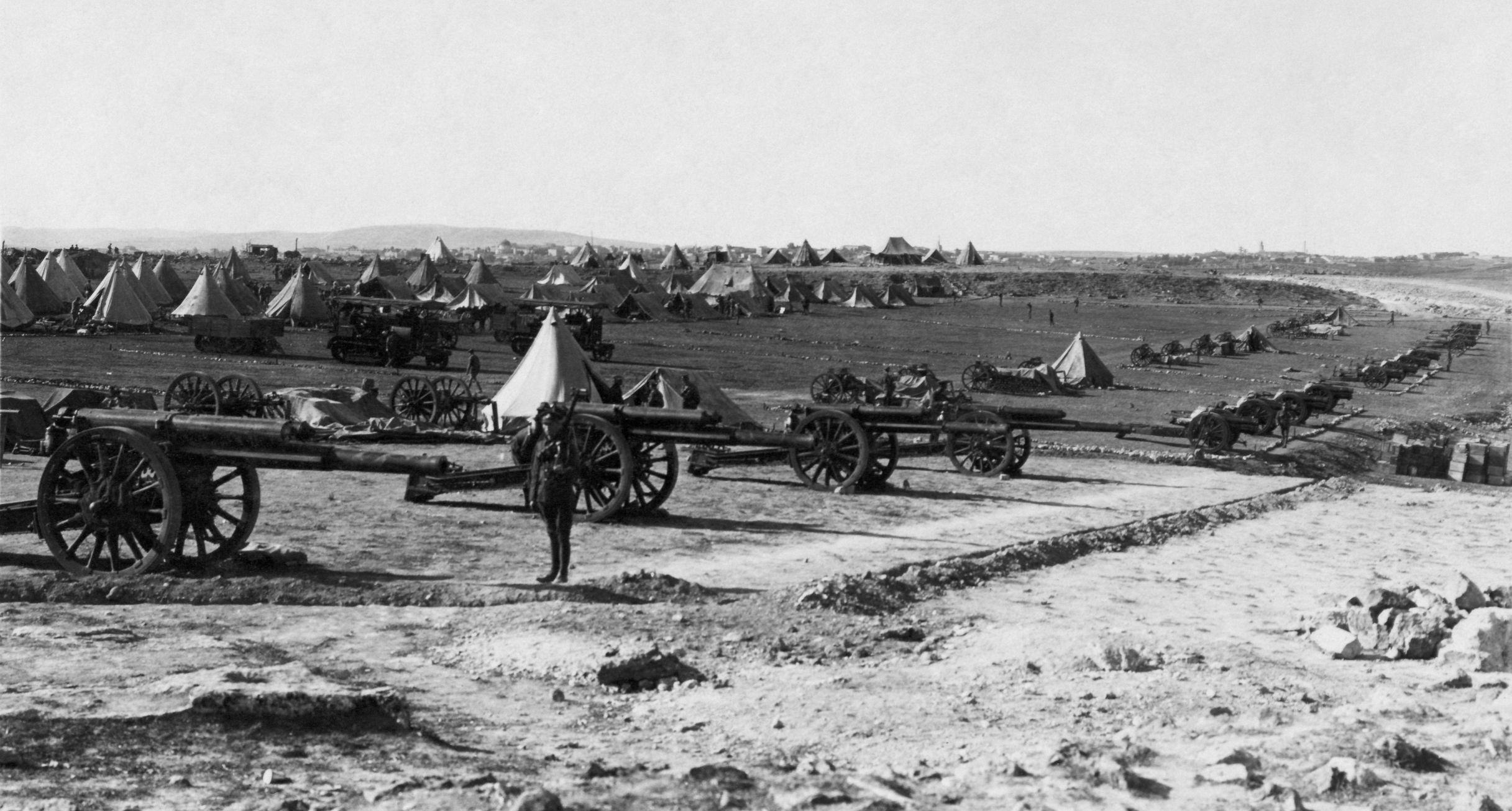
Britse artillerie voor de inname van Jeruzalem in 1917

Voordat de oorlog uitbrak, had het Ottomaanse Rijk goede contacten met onder andere de Britten en de Duitsers, die hen sporadisch hadden geholpen in de oorlogen tegen het Russische Rijk. Het Ottomaanse Rijk werd toen geregeerd door het driemanschap van de Jonge Turken. De Russen en de Britten kozen er echter voor om deze keer samen te werken. Enver Pasja, de meest invloedrijke Jonge-Turk, had een sterke voorkeur voor Duitsland en een grote afkeer van het Russische Rijk, dat het Ottomaanse Rijk in de Balkan, de Krim en de Kaukasus zo had vernederd in de voorgaande decennia. Op 2 augustus 1914 tekenden de Turken en Duitsers een geheime overeenkomst en op 5 november verklaarden de Turken de geallieerden de oorlog. De leiding van het Ottomaanse Rijk zag de oorlog als de laatste kans om de aan Rusland verloren gebieden rond de Zwarte Zee terug te nemen.
De Turken streden op vier fronten. In het westen van het Rijk werden bij de Slag om Gallipoli enkele aanvallen van Britten en Fransen op het schiereiland Gallipoli met succes afgeweerd. In het Midden-Oosten werd een felle strijd geleverd tegen het Verenigd Koninkrijk en de door hen gemobiliseerde nationalistische Arabische strijders. De Britten vielen met deze legers, die naast Britse onderdanen en Arabieren voornamelijk uit islamitische Indiërs bestonden, meermaals olierijke locaties in Zuid-Perzië en Irak aan, en openden daarnaast een front in Palestina, vanuit hun bases in Egypte. De Kaukasusveldtocht tegen Rusland was misschien wel de zwaarste voor het Ottomaanse Rijk; ook hier werd strijd geleverd om olievelden, die van Azerbeidzjan. In het noorden van Perzië streden de Ottomanen, samen met de Turkstalige volken van Perzië en met hulp van Duitse en Zweedse officieren, tegen de legers van de Russen en de Britten. Het doel van de strijdende partijen was om de olievelden van Perzië zeker te stellen. Het Ottomaanse Rijk had daarnaast nog de doelstelling om zo een landverbinding te maken naar de Turkse volkeren van Centraal-Azië en China.
De Ottomanen riepen op Duits aandringen een jihad uit tegen de geallieerden, om zo te proberen de steun van de Arabieren en andere moslims te vergaren. Dit had echter weinig succes. De Arabieren waren ontevreden over de Turkse overheersing en er werd hun onafhankelijkheid beloofd door de geallieerden als zij mee zouden strijden tegen de Turken.
De Britten, met name Thomas Edward Lawrence ('Lawrence van Arabië'), wisten Hoessein bin Ali, de Sjarief van Mekka in Arabië, over te halen om aan hun zijde mee te vechten. De Arabieren en de Britten verdreven de Turken tijdens de zogenaamde Arabische opstand.
Ook aan de andere zijde van het Arabisch Schiereiland trachtten de Britten de Turkse macht aan te tasten door middel van de Mesopotamische Campagne. In 1914 liep de formeel aan de Turken ondergeschikte sjeik van Koeweit naar de Britten over en werd Basra ingenomen. In 1915 begon generaal Charles Vere Ferrers Townshend een gestage opmars naar Bagdad, die echter bij Ctetisphon werd gestuit waarna Townshend met zijn leger in Kut-al-Amara werd belegerd door Turkse troepen geleid door de Duitse maarschalk Von der Goltz, en zich uiteindelijk in april 1916 moest overgeven. De Britten zagen dit als een smadelijke nederlaag die gewroken moest worden, en in december 1916 rukte een nieuwe legermacht onder generaal Frederick Stanley Maude richting Bagdad op. Op 11 maart 1917 viel Bagdad maar daarna stokte de opmars: aanvankelijk door sterke Turkse weerstand en nadien door desinteresse van het opperbevel in dit krijgstoneel. Pas in oktober 1918 hervatte de opmars zich in de wetenschap dat er over een wapenstilstand werd onderhandeld en met het doel zo veel mogelijk gebied te bezetten en de onderhandelingspositie te versterken. In twee dagen werd 120 km opgerukt, het Turkse leger werd definitief verslagen, en op 14 november 1918 werd, terwijl de wapenstilstand al was ingegaan, Mosul bezet.

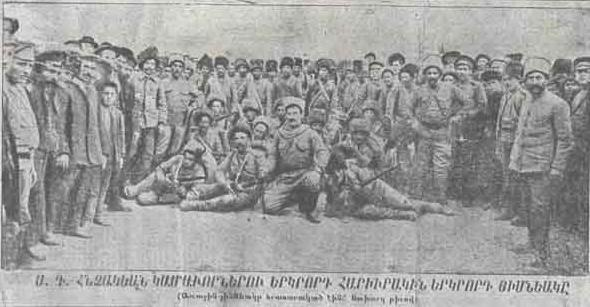
Armeense vrijwilligers in het Russische leger streden in de Kaukasus

In de Kaukasus streden de Turken met wisselend succes tegen Rusland. Veel Armeniërs, een van de grootste bevolkingsgroepen in het oosten van het Rijk, sloten zich aan bij de Russen in de hoop een eigen nationale staat te kunnen stichten. De Turkse legerleiding vertrouwde de Armeniërs hierdoor tijdens de oorlog zo weinig, dat ze de deportatie van de gehele Armeense bevolking naar de Syrische woestijn bevalen. Dit leidde tot de Armeense genocide, die naar schatting 500.000 tot 1,5 miljoen slachtoffers maakte. Na de Russische Revolutie heroverde het Turkse leger delen van Oost-Anatolië die sinds de Vrede van San Stefano van 1878 door Rusland gecontroleerd werden. Het wantrouwen van de Turkse overheid tegenover etnische en religieuze minderheden leidde ook tot Griekse Genocide tegen de Pontische Grieken, de Assyrische Genocide tegen de Suryoye en de grote hongersnood van het Libanongebergte tegen Druzen en Maronieten.
Na de oorlog werd het gebied opgedeeld in verscheidene protectoraten. Frankrijk, het Verenigd Koninkrijk en Rusland kregen elk een deel van het Midden-Oosten, en Turkije zelf werd in 1920 bij het Verdrag van Sèvres opgedeeld onder de Grieken, Russen, Italianen, Armeniërs, Fransen en Britten. De oorlog in het Midden-Oosten zette zich echter voort in de vorm van meerdere onafhankelijkheidsoorlogen, zoals de Turkse Onafhankelijkheidsoorlog die het Verdrag van Sèvres ongeldig maakte.

## Afrika en Azië
Duitslands bescheiden koloniale rijk werd relatief gemakkelijk ontmanteld. Overal waren de Duitsers numeriek ver in de minderheid en afgesneden van hun moederland. Duits Togoland, Kameroen en Duits-Zuidwest-Afrika werden in 1914 en begin 1915 al door de geallieerden bezet. Een leger van 60.000 Japanners omsingelde het kleine Duitse garnizoen van Kiautschou. Ook verscheidene Pacifische eilanden werden door de Japanners bezet, terwijl de Britten vanuit Australië Keizer Wilhelmsland en de Salomonseilanden bezetten.
China verklaarde Duitsland de oorlog en stuurde duizenden arbeiders naar de loopgraven voor ondersteunend werk. Japan heeft na de bezetting van de Duitse koloniën en concessies geen man naar het front gestuurd, maar stelde wel een ultimatum aan China (de geallieerden floten Japan overigens terug). Het toewijzen van de Duitse concessies in China aan aartsvijand Japan is Woodrow Wilson door de Chinezen, en ook door veel Amerikanen, bijzonder kwalijk genomen.
Slechts in Duits-Oost-Afrika, het latere Tanzania, hielden de Duitsers onder leiding van Paul von Lettow-Vorbeck stand tot na de wapenstilstand van 1918.

## De Spaanse griep

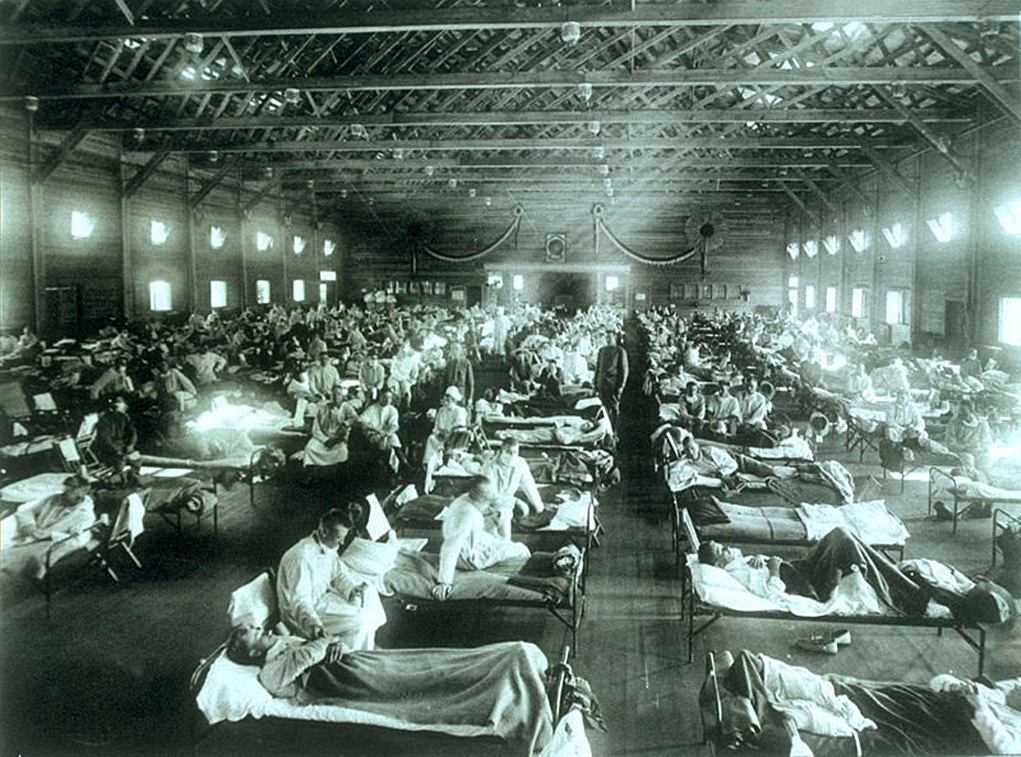
Amerikaans militair hospitaal met griepslachtoffers

In 1918 verspreidde zich een griepgolf over de wereld. Het bestaan hiervan werd bekend via de Spaanse media die begonnen te berichten over een griepgolf waaraan mensen stierven. Hierdoor was de griep al snel bekend als de Spaanse griep. Deze griepgolf bleek afkomstig van de Amerikaanse troepen die naar Europa waren gezonden. De Amerikanen besmetten ook andere legerkorpsen: de Britten, de Fransen en uiteindelijk ook de Duitsers. Toen de troepen na de oorlog terugkeerden, verspreidde de griep zich door de feestelijke parades waarin de troepen onthaald werden.
In tegenstelling tot de meeste ziekten werden door de Spaanse griep niet alleen kleine kinderen en bejaarden, maar ook personen in de leeftijd van 20 tot 40 jaar dodelijk getroffen. Bovendien was de weerstand van veel personen ondermijnd. Conservatieve schattingen gaan ervan uit dat deze pandemie 20 miljoen doden eiste, hogere schattingen gaan tot 100 miljoen. Wanneer men deze slachtoffers meetelt als doden ten gevolge van de Eerste Wereldoorlog, komt het totale dodental hoger uit dan de Tweede Wereldoorlog, waarmee dit het dodelijkste conflict zou zijn dat de mensheid ooit kende.

## Gevolgen
De oorlog had naast de direct aangerichte schade een groot aantal staatkundige, economische en maatschappelijke gevolgen. De wereld van vóór de 'Grote Oorlog' was voor altijd verdwenen. De eeuwenlange wereldwijde suprematie van Europa was voorbij. Het 19e-eeuwse optimistische vooruitgangsgeloof had plaats gemaakt voor cultuurpessimisme.

### Slachtoffers
Een direct gevolg van de strijd betrof uiteraard de verwoesting van het leven van vele mensen in de betrokken gebieden. Miljoenen jonge mannen (in de oorlogvoerende staten een groot gedeelte van de generatie 16- tot 30-jarigen) hadden het leven gelaten als dienstplichtig of vrijwillig militair, velen waren verminkt voor het leven en miljoenen burgers waren vluchteling geworden. Onderstaand kaartje laat zien hoeveel soldaten per oorlogvoerend land op de been werden gebracht en hoeveel dodelijke slachtoffers er vielen. In de aantallen aangegeven voor Engeland zijn tevens de gebieden meegeteld die destijds deel uitmaakten van het Britse Rijk.
Hiernaast stierven er in de Eerste Wereldoorlog miljoenen dieren (paarden, ezels, maar ook olifanten, honden en postduiven), die in werden gezet voor onder andere transport en communicatie: auto's waren er nog maar betrekkelijk weinig. Voor hun is in 2004 in het Hyde Park in Londen het Animals in War Memorial neergezet.

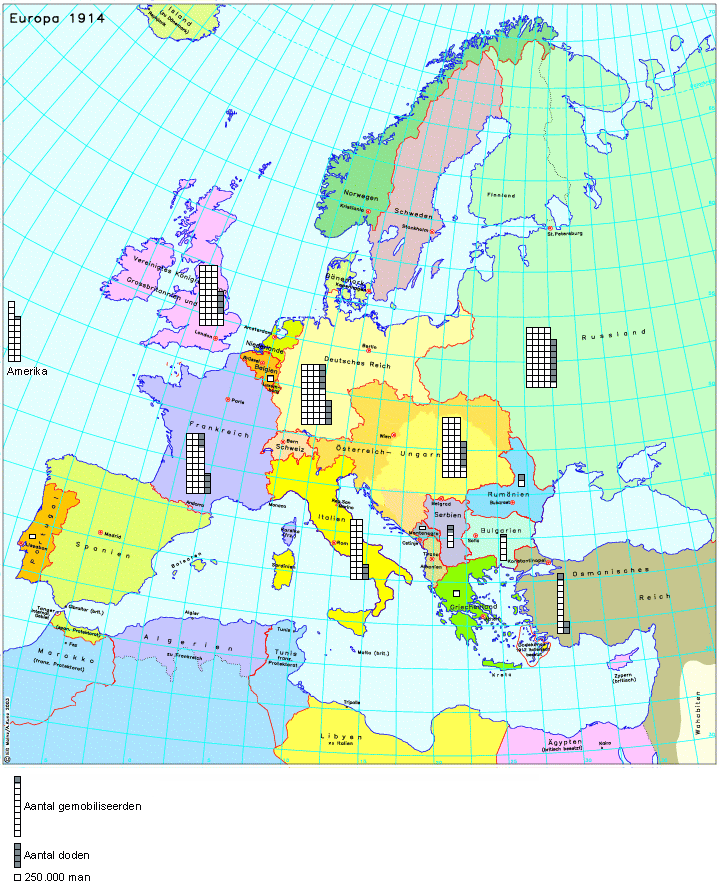
Aantal gemobiliseerden en doden in de Oorlog

### Staatkundig
De Eerste Wereldoorlog heeft de kaarten van zowel Europa als de wereld grondig door elkaar geschud. Nieuwe staten ontstonden in Europa en het Midden-Oosten. Uit de nieuwe grenzen zouden nog talloze internationale conflicten voortvloeien. In Rusland was het communisme aan de macht gekomen en zou de Sovjet-Unie ontstaan. Polen herwon zijn onafhankelijkheid en de Baltische Staten werden opgericht. Het Duitse keizerrijk werd vervangen door de wankele Weimarrepubliek. De Oostenrijks-Hongaarse dubbelmonarchie was verdwenen. De Balkan viel uiteen in losse staten, waaronder het Koninkrijk der Serviërs, Kroaten en Slovenen (in 1929 omgedoopt tot Koninkrijk Joegoslavië). Het Ottomaanse Rijk ruimde plaats voor de Republiek Turkije. Palestina werd door de Britten bezet en in 1922 omgevormd tot Brits Mandaatgebied. Eén enkele oorlog maakte zo een einde aan vier eeuwenoude dynastieke rijken: de Romanovs (1917), de Habsburgers (1918), de Hohenzollern (1918) en de Osmanen (1923). Europa was door de oorlog verzwakt geraakt. Later, na de Tweede Wereldoorlog, zouden de Sovjet-Unie en de Verenigde Staten de leiding over de zwaarst getroffen staten op zich nemen.

### Economisch en maatschappelijk

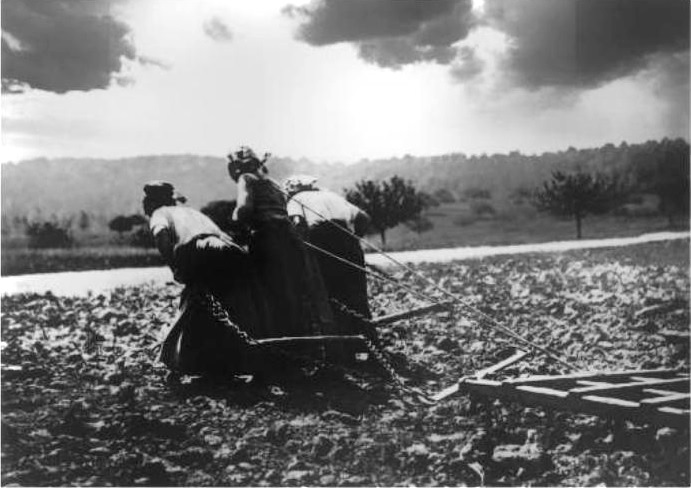
Drie vrouwen ingezet om een ploeg te trekken in Oise, 1917.

Naast de directe schade was ook de economische schade enorm. Landen als Frankrijk, Duitsland, Italië en Groot-Brittannië kampten met een enorme schuldenlast, terwijl vooral in de vroegere gevechtszones veel fabrieken etc. in puin lagen. Ook de neutrale landen hadden last van de oorlog. In Nederland ontstond een kolentekort waardoor de treindienst ingekrompen moest worden en de treintarieven verhoogd werden om het vervoer in te perken. De handel via de zee was gehinderd waardoor er allerlei tekorten ontstonden. Ook in Nederland werden burgers onder de wapenen geroepen om het leger te versterken.
Het "onschuldige Verlichte Europa" van de 19e eeuw was verdwenen. Staten stelden zich hard tegen elkaar op. Douanetarieven werden ingevoerd of verhoogd, en in de jaren 30 devalueerden landen hun valuta zonder overleg met andere landen. Niet samenwerking, maar wantrouwen en antagonisme was het motto. Dit verergerde de Grote Crisis die van 1929 tot de jaren 30 duurde. Behalve op staatsniveau had dit ook op het niveau van de "gewone man" zijn werking. Autoritaire ideologieën zoals communisme en fascisme kwamen op. Deze werden mede gevoed door verbitterde veteranen, die door hun ervaringen psychisch ontwricht waren en niet meer in de maatschappij pasten (zeker in de verliezende landen, die nog eens extra werden getroffen door de te hardvochtige vredesverdragen). Zij vonden hun heil in diverse knokploegen die zich lieerden aan politieke bewegingen. Voorbeelden waren de SA, Fasci di Combattimento, Pijlkruisers, de IJzeren Garde en de knokploegen van de KPD (Kommunistische Partei Deutschlands). Gematigden zaten klem tussen deze twee gewelddadige vuren. In veel landen werd de democratie dan ook door een autoritair regime vervangen. De knokploegen, bestaande uit verbitterde veteranen, gingen vechtpartijen aan met elkaar, met gematigden, of met eenieder wiens gezicht hun niet aanstond, dat maakte niet uit. Een aantal historici ziet hier een oorzaak voor de "brutalisering" van de samenleving ("zinloos geweld").
Arbeiders en soldaten uit koloniën raakten "geïnfecteerd" met nationalisme en communisme. De "superieure blanken" gebruikten de hulpbronnen van de koloniën om elkaar de hersens in te slaan. De kiem voor de latere bevrijdingsbewegingen als Vietminh en PKI werd zo gelegd.
De geallieerden legden de Centralen heel harde vredesvoorwaarden op. Grenzen werden vrij willekeurig getrokken, waarbij politieke belangen zwaarder wogen dan die van de mensen die er toevallig woonden. Behalve vluchtelingenstromen leverden de verdragen ook latente haat- en wraakgevoelens op. In de Tweede Wereldoorlog zouden deze hun uiting vinden. Het concept van de "totale oorlog" werd geboren.
Vakbonden werden beloond voor hun steun aan de oorlog met erkenning. Hetzelfde gold voor de strijders wat betreft het stemrecht: het algemeen enkelvoudig stemrecht (één man, één stem) en (later) vrouwenkiesrecht werden ingevoerd. Vrouwen hadden de open plaatsen in fabrieken en werkplaatsen moeten invullen. Dit leverde hun een vrijheid op die ze vroeger nooit hadden gehad. Ze beseften dat ze veel mannenwerk best zelf konden doen en kregen meer zelfvertrouwen. Vrouwen gaven na de oorlog hun positie niet op, waardoor het feminisme een enorme impuls kreeg. In België legde de oorlog ook de wantoestanden op taalgebied bloot. Franstalige officieren (achter het front) gaven bevelen aan Vlaamse soldaten aan het front. Dit gaf een impuls aan de taalstrijd.
Verschillende soldaten werden omwille van hun Vlaamsgezindheid echter gestraft. Zo werden 10 frontsoldaten verbannen naar een tuchtcompagnie in Orne, Normandië. Gekend als houthakkers van de Orne moesten ze dwangarbeid leveren in zeer moeilijke leefomstandigheden.

### Vergeefs

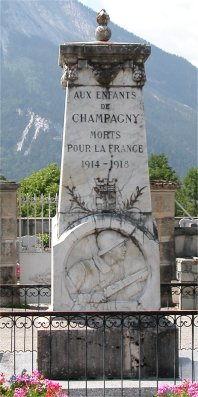
Frans monument ter ere van de gesneuvelden tijdens de Eerste Wereldoorlog

Het was een oorlog die begon met de militaire tactieken van de Frans-Duitse Oorlog van 1870. Met charges van de cavalerie, massale inzet van de infanterie en al even massale als vergeefse bajonetaanvallen. Aan Franse kant was bijvoorbeeld deze tactiek uitentreuren beoefend. De naam voor deze tactiek (het Elan genaamd) van de aanval met grote groepen infanterie in een offensieve vorm luidde: Offensive à Outrance (aanval tot het uiterste). Het was ook een oorlog die zou eindigen met de tactieken van de Tweede Wereldoorlog: in deze oorlog namen tanks en vliegtuigen voor het eerst deel aan de strijd. Maar het was bovenal de oorlog die een hele generatie Europeanen uit zou roeien. In totaal sneuvelden er door de strijd bijna negen miljoen militairen en één miljoen burgerslachtoffers. Daarnaast stierven door honger en ziektes nog bijna zes miljoen burgers.
Keizer Wilhelm II schreef na de oorlog in zijn ballingsoord Doorn in zijn Kriegserinnerungen:
"Wanneer ik terugdenk aan die moeilijke vier oorlogsjaren met hun hopen en verslagen, met hun schitterende zegepralen en hun verliezen aan kostbaar bloed, dan ontgloeit in mij een gevoel van vurige dank en van onvergankelijke bewondering voor de weergaloze daden van het Duitse volk in de wapenen..."

## Naamgeving
De Eerste Wereldoorlog wordt zo genoemd omdat hij algemeen gezien wordt als de eerste oorlog waar landen uit "de hele wereld" actief of passief bij betrokken waren. Dit is echter aanvechtbaar, omdat ook de Zevenjarige Oorlog in de 18e eeuw reeds in zowel Europa, Amerika als Azië werd uitgevochten.
Hoewel later de veel grotere Tweede Wereldoorlog uitbrak, wordt de Eerste Wereldoorlog nog steeds ook wel de Grote Oorlog genoemd. De naam Eerste Wereldoorlog werd overigens al in 1920 gebruikt door luitenant-kolonel Repington in zijn boek The First World War 1914-18; hij voorzag al dat de Eerste Wereldoorlog een tweede uit zou lokken.
Ook de Franse generaal Foch zag dit aankomen: hij noemde het Verdrag van Versailles niet een vrede, maar "een wapenstilstand voor 20 jaar".

## Overlevenden
In 2012 overleed de laatste veteraan uit de Eerste Wereldoorlog, de Engelse Florence Green. De oudste veteraan ooit was de 115-jarige Emiliano Mercado del Toro uit Puerto Rico, die in januari 2007 stierf.

## Dienstweigeraars
Er waren ook mensen die uit gewetensbezwaren dienstweigerden.
In Nederland was er bijvoorbeeld het Dienstweigeringsmanifest 1915 en in de Verenigde Staten waren gewetensbezwaarde dienstweigeraars "conscientious objectors". Het betrof onder anderen de "Hutterite" broers Jacob, Michel en David Hofer en hun schoonbroer Jacob Wipf, de rooms-katholiek Ben Salmon (die ook door zijn eigen Amerikaanse kerk werd veroordeeld), Roger Baldwin (die de American Civil Liberties Union stichtte). Zij werden opgesloten en een aantal overleed - verwaarloosd en mishandeld - in gevangenschap. Van velen bleek de gezondheid na vrijlating aangetast.

### M.b.t. België
- België in de Eerste Wereldoorlog
- Duitse opmars door België tijdens de Eerste Wereldoorlog
- Duitse aanval op Luik
- Duitse represailles in Aarschot
- Duitse represailles in Zemst
- Eerste Slag om Ieper (19 oktober – 22 november 1914)
- Tweede Slag om Ieper (22 april - 15 mei 1915)
- Derde Slag om Ieper (31 juli – 6 november 1917), ook bekend als Slag om Passendale
- Vierde Slag om Ieper (9 - 29 april 1918)
- Slag om Leuven (1914)
- In Flanders Fields
- De Draad
- Het Kortrijks Oorlogsblad